# Gacs Gábor
Gacs Gábor (Pestújhely, 1930. január 5. – Budapest, 2019. augusztus 23.) magyar grafikusművész.   

## Élete
1930. január 5-én született Pestújhelyen. Édesapja Gacs István asztalosmester, édesanyja Franczke Margit varrónő volt. Egyedüli gyermekként tisztes szegénységben nevelkedett. 1949-ben érettségizett a Képző- és Iparművészeti Szakközépiskolában. 1949–1954 között a Képzőművészeti Főiskola grafikus szakán tanult. Tanárai voltak Konecsni György, Koffán Károly és Barcsay Jenő.
1953 óta volt kiállító művész, 1959–1962 között Derkovits ösztöndíjas, 1963-tól 1996-ig a Képző és Iparművészeti Szakközépiskola alkalmazott grafikatanára, 1976-1983 között és 1996-tól 2002-ig művészeti igazgató-helyettese volt, 2009-től az iskola tantestületének örökös tagja.  
Első házasságából (Bíró Teréz) három gyermeke (Gabriella, László és Zsuzsanna), második házasságából (Veres Jolán) két lánya (Boglárka és Réka) született. Az 1960-as évek elejétől a Gellért-hegyen, a Kelenhegyi út 12-14. szám alatti, 1903-ban épült, Kosztolányi-Kann Gyula által tervezett késő szecessziós műteremházban alkotott és élt. A. Fiumei úti sírkert 36-os szóróparcellájában nyugszik.  

## Gacs Gáborról készült művészeti alkotások, fotók
1. Ács József (festőművész): Gacs Gábor portréja (Szabó Iván és növendékei kiállítása, Vigadó Galéria, Budapest, 1988)
2. Önarckép, tus, tempera, 12,5x25 cm, 1958
3. Önarckép I. rézkarc, 11,5x7,5 cm, 1960
4. Önarckép II., rézkarc, 10,4x6 cm, 1960
5. Önarckép sapkában, 1963
6. Önarckép angyalokkal, fekete golyóstoll, 13,5x18 cm, 1972
7. Önarckép, kék golyóstoll, 11,5x16 cm, 1986
8. Szekeres István (grafikusművész, tervezőgrafikus): Gacs főiskolai kollégám, vörös kréta, 1951
9. Zala Tibor (festőművész, Munkácsy Mihály díjas grafikusművész): "A rózsaszál", 10/10, színes szitanyomat, 1986 (Gacs Gábor virággal)
10. Novotny Emil Róbert (Munkácsy díjas festő- és grafikusművész): Gacs Gábor portré, olaj festmény, 27x35 cm, 1959
11. Gacs Gábor Munkácsy díjas grafikusművész műtermében, 1978. január 30. fotó: Molnár Edit (MTI Rt. fotóarchívum, azonosító: MTI-FOTO-8793-90)
12. Gacs Gábor grafikusművész Lipták Pál könyvtár igazgatóval az Ifjúsági Házban Békéscsabán, 1974. április 1-jén, az önálló kiállításának megnyitóján (fotó: Balogh, Békés megyei Népújság, 1974. 04. 03. 29. évf., 78. szám)
13. Gacs Gábor Kelenhegyi úti műtermében I – VII., 18x24 cm méretű, fekete-fehér fotók, 18x24 cm, 1963
14. (Balról, jobbra) Németh József, Gacs Gábor, Pásztor Gábor, Rékassy Csaba grafikusok Rékassy Csaba kiállításának megnyitóján az Ernst Múzeumban, Budapesten az Ernst múzeumban, 1987-ben, fotó: Rátkay György, 501x593 mm, rekassy.hu)

## Gacs Gábor alkotásai történelmi, irodalmi személyekről, kortársairól, családjáról
1. Ady Endre portré, rézkarc, 420x593 mm, 1976
2. Ady Endre portré, rézkarc, 590x420 mm, 1976
3. Balázs Béla, rézkarc, 28,5x20 cm, 1971
4. Dózsa, rézkarc, 24x18,7 cm, 1960
5. Erkel Ferenc, rézkarc, 29,7x19,5 cm, 1971
6. "Gabriella, 1960. 12. 19.", tus, 10,5x21,5 cm, 1960 (Gacs Gabriella születésnapjára)
7. "1976. karácsonyára apámnak", ceruza, 9,5x13 cm, 1976 (Gacs István portréja)
8. Horváth Mihály, rézkarc, 29,2x20 cm, 1971
9. Jankovics Lajos, rézkarc, fekete-drapp, 24,5x19,5 cm, 1962
10. Katona József, rézkarc, fekete-drapp, 27x21,5 cm, 1962
11. Kherndl Antal, rézkarc, 27,1x21,8 cm, 1963
12. M. portréja, rézkarc, 19,4x14,7 cm, 1957
13. "Született Bíró Teréz (anno dacuma) Tiszteld és szeresd anyádat (felebarátodat is) 1992. G. Lacinak", színes kréta, 19x28 cm (Gacs Gáborné portréja, fiának Gacs Lászlónak dedikálva)
14. Tímár Máté portréja, vegyes technika, 29x56 cm, 1964
15. Tímár Máté arcképe, pasztell
16. Türr István, rézkarc, 27x21,5 cm, 1962

## Bélyegterv, dísztávirat
1. Comenius Johann Amos születésének 400. évfordulójára, 30x40 mm, kiadó: Magyar Posta, Állami Nyomda, 1992. példányszám: 248200, névértéke: 15 forint, forgalomban volt: 1997. 03. 7. – 1994. 12. 31. között
2. Szent Margit és Boldog Kinga, Szent Margit születésének 750. és Boldog Kinga halálának 700. évfordulójára, több színű offszet, 6x4 cm, kiadó: Magyar Posta, Állami nyomda, 1992. példányszám: 280000, névértéke: 15 forint, forgalomban volt: 1992. 06. 26. – 1994. 12. 31. között, 25 bélyeget és 25 szelvényt tartalmazó ívekben nyomtatták, a bélyegek és szelvények egymás alatt helyezkednek el
3. Kéz rózsával, Magyar Posta RK2 dísztávirat, barna rézkarc, 9x14 cm

## Ex librisek
1. Bíró Teréz, rézkarc, 7x5,8 cm
2. Emlék, két szitanyomású linómetszet
3. Ex libris I.
4. Ex libris II.
5. Ex libris, hidegtű, 7,5x4,5 cm, 1962
6. Ex libris, rézkarc, 6x3,8 cm
7. Fuvolás
8. Járai János, rézkarc, 11x6 cm, 1958
9. Törtető Pál, rézkarc, 8x5,3 cm

## Illusztrációk
1. Ady Endre: Az elhagyott kalózhajók, akvatinta, 37,5x48 cm, 1977
2. Ady Endre: Az elhagyott kalózhajók II. változat, színes rézkarc, 38,7x482 cm, 1977
3. Ady Endre: E nagy tivornyán, tus, tempera, 14x20 cm, 1958
4. Ady Endre: Október 6., színes rézkarc, 1980
5. Don Quijote
6. Dosztojevszkij illusztráció
7. Dürrenmatt: A kutya, rézkarc, 16x18 cm, 1962
8. Dürrenmatt: A kutya, rézkarc 20x15 cm, 1973
9. Dürrenmatt: Az öreg hölgy látogatása
10. Dürrenmatt: A nagy Romulus
11. Fekete István: Október, I. rézkarc, 1980
12. Fekete István: Október, II. rézkarc, 1980
13. Gárdonyi Géza: Egri csillagok, fekete filctoll, 19,5x24 cm, 1972
14. Gorkij: Tom Gordejev, 17x24 cm
15. Gorkij: Tom Gordejev, 7x12 cm
16. Illusztráció, tus, tempera, 11x20 cm, 1958
17. Illusztráció I. színes tus, 15,5x22 cm, 1958
18. Illusztráció II., színes tus, 16x25 cm, 1958
19. Illusztráció, rézkarc, barna-fekete-fehér, 28,1x17 cm (Emberpár kígyóval, amely magát egy fának ábrázoló ördögalakról tekeredik le), 1973
20. Illyés Gyula
21. József Attila: Anya, rézkarc, 9,2x6 cm, 1962
22. József Attila illusztráció, rézkarc, 6x3,8 cm
23. József Attila illusztráció, rézkarc, 16,8x12,5 cm, gyárak hátteréből kibontakozó emberalakok, 1966
24. József Attila illusztráció, 16,5x12,7 cm, 1966
25. József Attila illusztráció, rézkarc, 16,3x12,5 cm, 1962
26. József Attila illusztráció, rézkarc, 17x13 cm
27. József Attila illusztráció, rézkarc, 12,5x16 cm
28. József Attila illusztráció I.
29. József Attila illusztráció II.
30. József Attila: Város peremén, rézkarc, 9,2x6 cm, 1964
31. Juhász Gyula: Dózsa feje, rézkarc, 13,5x9,7 cm, 1960
32. Juhász Gyula: Dózsa feje, tus, akvarell, 23x12 cm
33. Juhász Gyula: Élő halottak, tus
34. Juhász Gyula: Haladék, rézkarc, 1967
35. Juhász Gyula: Haladék, tus
36. Juhász Gyula: Himnusz az emberhez, vegyes technika, 15x22,5 cm, 1958
37. Juhász Gyula: A koldusok, 21,5x29 cm
38. Juhász Gyula: Mily messze vagytok, tus
39. Juhász Gyula: A munka, tus, tempera, 23x24 cm, 1958
40. Juhász Gyula: Ofélia, tus
41. Juhász Gyula: Ofélia, rézkarc, 22x30 cm
42. Kincskereső, irodalmi folyóirat gyerekeknek, a Magyar Úttörők Szövetségének irodalmi, művészeti, kulturális folyóirata, 1980. október, VII. évfolyam, 7. szám, Csongrád megyei Lapkiadó Vállalat, Szegedi Nyomda, 29 illusztráció, ebből 13 színes
43. Kompozíció Juhász Gyula illusztrációira
44. Kompozíció Madách Imre: Az ember tragédiájához
45. Lengyel Dénes: Jurisich a kőszegi hős, rézkarc, 1980
46. Madách Imre: Az ember tragédiája I–XIV., tollrajz, 20-30 cm, 1964
47. Madách: Az ember tragédiája, rézkarc, akvatinta, 28x17 cm, 1973
48. Madách Imre: Az ember tragédiája, illusztráció-vázlat, színes tus, 10x11,5 cm
49. Spartacus, vegyes technika, 41x29 cm, 1959
50. Stanislaw Lem: A számítógépről, amely a sárkánnyal harcolt, I. rézkarc, 1980
51. Stanislaw Lem: A számítógépről, amely a sárkánnyal harcolt, II. színes rézkarc, 1980
52. Stanislaw Lem: A számítógépről, amely a sárkánnyal harcolt, III, színes rézkarc, 1980
53. Tímár Máté: Majoros Ádám krónikája, Gondolat Kiadó, Franklin Nyomda, 1958, 17 illusztráció a könyvben, megjelent 4000 példányban
54. Thomas Mann illusztráció
55. Tóth Árpád: Tavaszi holdtölte, színes tus, 15,5x18,5 cm, 1958
56. Tóth Árpád: Körúti hajnal, gouache
57. Traven B. illusztráció
58. Villon illusztráció, tollrajz, 20x27 cm, 1962
59. Vörösmarty
60. Zola

## Egyéb művei

### A, Á
1. A felszabadulás emlékére
2. A hősök útján, rézkarc, 1969-1970
3. Anya és gyermeke
4. Akt asztallal és székekkel, vegyes technika, 29x41,5 cm, 1959
5. Akt intérieurral, vázlat, vegyes technika, 38x25 cm, 1960
6. Aktok hegedűvel, 29,5x40 cm
7. Aktok, színes tus és kréta, 19x24 cm
8. Aktok, rézkarc, 8,5x29,5 cm, 1957
9. Aktok, tollrajz, 20x28 cm, 1962
10. A nemzeti dal nyomdai előkészítése 1848. március 15., rézkarc, 29x41 cm, 1974
11. A nemzeti dal nyomdai előkészítése 1848. március 15., rézkarc, 396x293 mm, 1980
12. Akt, rézkarc, 19,6x14,7 cm, 1970
13. Akt, tus, 12x15 cm, 1961
14. Akt, kréta-akvarell, 19x25 cm, 1961
15. Akt, vegyes technika, 37x28 cm, 1963
16. Akt fejekkel, rézkarc, 26x39,5 cm, 1973
17. Aktok, rézkarc, fekete-drapp, 9,3x29,5 cm, 1963
18. Aktok, rézkarc, 19,6x14,7 cm, 1970
19. Ady halála és temetése
20. Ádám és Éva, kék golyóstoll, 4x9 cm, 1979
21. Álom, vegyes technika
22. Álló akt, tus, 15x29,5 cm, 1961
23. Államosítják a gyárat, rézkarc, 293x398 mm, 196?
24. Állapotos asszony, vegyes technika, 28x40 cm, 1964
25. Árvíz, rézkarc, 19,7x29,2 cm, 1967
26. Alföldi táj, rézkarc, 8.9x15,5 cm, 1958
27. Alutröszt székház, rézkarc, 19,5x29 cm, 1966
28. A nagykalapács
29. Analfabéták tanítása, rézkarc, 20x29,2 cm, 1968
30. Analfabéták oktatása, rézkarc, 19,8x29,3 cm, 1968
31. Apa és fia, rézkarc, 13x10 cm, 1963
32. Aratók, rézkarc, 16x13,5 cm, 1964
33. Arc a sötétben, linómetszet, 12x15 cm
34. Asszony, rézkarc
35. Az én nyaram, kék golyóstoll, 15x21 cm, 1974

### B
1. Bandi portréja, kréta, 26x38,5 cm, 1960
2. B. néni portréja, kréta, 29x45 cm, 1960
3. Badacsony I., vegyes technika, 41x29 cm, 1963
4. Badacsony II. vegyes technika, 36x30 cm, 1963
5. Beszélgetők
6. Betegágynál, vegyes technika, 26x23 cm, 1961
7. Béke I.
8. Béke II.
9. Béke III.
10. Béke IV.
11. Béke V.
12. Béke VI., tus, 17x21 cm, 1959
13. Béke, majolikaterv
14. Békekritérium, rézkarc, 19,7x28,5 cm, 1967
15. Békéscsabai véres május, rézkarc, 24,1x29 cm, 1964
16. Búcsú
17. Búcsú az anyától, ceruza, tus
18. Barátok, linómetszet
19. Bohóc, színes tus, 13x7 cm, 1957
20. Bohóc, litográfia, 30x40 cm
21. Bohóc I. rézkarc, 9,5x6 cm, 1961
22. Bohóc II. rézkarc, 9,4x6 cm, 1961
23. Bohóc, vizuális dok. 28,5x37, 1986
24. Balaton ősszel, vegyes technika, 60x41 cm, 1963
25. Balatoni táj, vegyes technika, 43x61 cm, 1963
26. Balatoni halászok, rézkarc, 29,5x40,2 cm, 1970
27. Balaton Szepezdnél, vegyes technika, 60x41 cm, 1964
28. Balaton és fák, kréta, 47x34 cm, 1964
29. Bartók Béla kultúrház, rézkarc, 19,7x29,3 cm, 1965
30. Bárkák, akvarell rézkarc, 40x49,5 cm
31. Borús Balaton, vegyes technika, 59x42 cm, 1964
32. Budapest, rézkarc, akvatinta, 295x400 mm
33. BUÉK, rézkarc, 9x15 cm, 1987
34. Búcsú, rézmetszet, 7x5 cm

### C, Cs
1. Cigány asszony, kréta, 30x37 cm
2. Család, színes szitanyomat, 49x51 cm
3. Család, 19,7x29,5 cm
4. Csendélet szamovárral, 20x36 cm
5. Csendélet, kréta-akvarell, 12x22 cm, 1958
6. Csendélet, vegyes technika, 19x13 cm, 1960
7. Csendélet, rézkarc, 15x16 cm
8. Csendélet, rézkarc, 15,8x15 cm, 1963
9. Csendélet, rézkarc, 30,1x43 cm, 1973
10. Csendélet, rézkarc, 24,5x29,7 cm, 1973
11. Csendélet, rézkarc, 362x207 mm 1974
12. Csillagnézők, színes rézkarc, 42x22 cm, 1968
13. Csillagnéző, vegyes technika, 20x40 cm
14. Csongrád akvarell, 35x48 cm, 1955 – magántulajdonban (2023. okt. 5.)

### D
1. Délben
2. Dunakanyar Zebegénynél, vegyes technika, 40x29 cm, 1962
3. Dorogi önműködő bányaszivattyú, rézkarc, 19,6x29,2 cm, 1965
4. Dömösi hegyek, vegyes technika, 58x41 cm, 1962

### E, É
1. Egy és három emberes fúrás, rézkarc, fekete-drapp, 29,6x39,5 cm, 1962
2. Egy vándor arca, 29,8x28 cm, 1986
3. Egyedül, rézkarc
4. Egyedül, színes kréta, 56x40 cm
5. Emlék, litográfia, 30x40 cm
6. Emlék, rézkarc, 29,6x17,7 cm (Két arc és rajtuk áttűnve motívumok, pl. hintó, emberalakok, kaszás-halálfejes figura), 1973
7. Emlék, rézkarc, 30x18 cm, 1979
8. Emlék, kréta, 18x26,5 cm, 1961
9. Emlékezet, akvarell, 13,5x15 cm, 1962
10. Emlékezés, rézkarc, 16,1x14,4 cm, emlékképek, portré, városrészlet, 1964
11. Ember madárral
12. Emberekről, rézkarc, 16,5x29,8 mm, 1970
13. Emberek, emlékek,rézkarc, 120x200 mm, 1968
14. Elkezdődött a Vígszínház újjáépítése, rézkarc, 292x368 mm, 1967
15. Erzsébet híd, rézkarc, 29,5x38,8 cm, 1968
16. 1919-es pályázat, szén, 50-es évek
17. Evő, ceruza
18. Égő Dózsa I., színes litográfia
19. Éljen a "szabad május 1." rézkarc, 190x296 mm, 1967

### F
1. Fegyveres paraszt, ceruza, 1956
2. Fej I., tus-tempera, 11x15,5 cm, 1958
3. Fej II. tus-tempera, 10x15 cm, 1958
4. Felszabadulásunk emlékére III., rézkarc
5. Felszabadulás, rézkarc, 19,2x29 cm, 1965
6. Fekvő akt, vegyes technika, 30x42 cm, 1959
7. Fekvő akt, szén, 1959
8. Fekvő akt, tus, 29,5x19 cm, 1961
9. Fekvő nő, tus, 23x14 cm, 1961
10. Fekete ruhás nő, 45x30 cm, 1986
11. Falikép terv, tusrajz, 175x490 mm (közgyűjteményből eltűnt, műtárgy nyilvántartási azonosító: 307548, Műtárgy Felügyelet, nyilvántartásba vétel: 2013. 02. 15., Forster Gyula Nemzeti Örökséggazdálkodási Központ, Műtárgy Felügyeleti Iroda, ügyszám: 401/120/2/13
12. Falusi lány portréja I., repesztés, 40x40 cm
13. Falusi lány portréja II., repesztés, 40x40 cm
14. Falu széle, szén és víz, 24x34 cm
15. Farsang, 31,5x41,5 cm, 1986
16. Fák, vegyes technika, 32x22,5 cm
17. Fák, szénrajz
18. Földreform 1945. tavaszán, rézkarc
19. Földreform, 20x27 cm
20. Fák tehenekkel
21. Fájdalom, tollrajz, 16x25 cm, 1962
22. Férfiak emléke
23. Férfi fej, olajfestmény
24. Férfi virággal, rézkarc, 7x5 cm, 1960
25. Fejek rézkarc
26. Férfi kaszával
27. Fej, linómetszet, 40x30 cm
28. Fej, linómetszet, 16,5x15 cm, 1958
29. Fej, linómetszet, 15x12 cm
30. Fej, akvatinta, 5x9,5 cm, 1960
31. Fej tanulmány, színes tus 15x20 cm, 1959
32. Fej, hidegtű, 17,2x11,4 cm, 1960
33. Fej, litográfia
34. Fej öt színben, litográfia – szitanyomat, 50x50 cm
35. Festő és modell, ceruza, 30x21 cm, 1961
36. Festő és modell II. rk., 31,5x21,5 cm, 1971
37. Festő és modellje, akvatinta
38. Fekete ruhás nő, kréta, 30,5X34 cm, 1960
39. Figura, tollrajz, 29x20 cm, 1960
40. Figura, toll, 15x19 cm, 1963
41. Finomlemezgyár, rézkarc, 19,4x29,8 cm, 1964
42. Fiú születik, rézkarc, 149x167 cm, 1967
43. Földosztás
44. Földreform, rézkarc, 20x27,3 cm, 1969
45. Földreform, rézkarc, 19,5x28,7 cm, 1970
46. Frontfejtés, rézkarc, fekete-drapp, 29,5x39,2 cm, 1962
47. Forradalom, linómetszet, 53,5x76,5 cm

### G, Gy
1. Gellérthegyi alkony, vegyes technika, 51x41 cm, 1964
2. Gurítódomb, rézkarc, 19,5x28,7 cm, 1965
3. Gyakorlat közben, vegyes technika, 25,6x40 cm, 1963
4. Gyárudvar, szén és akvarell
5. Gyümölcsös, vegyes technika, 41x28,5 cm, 1961

### H
1. Hazafelé, tus-tempera, 19,5x13,5 cm, 1958
2. Halak, színes tus, 14x16 cm, 1958
3. Harc mérgezett nyilakkal, rézkarc, 19,7x29,8 cm, 1973
4. Harcosok, rézkarc, 195x297 mm, 195?
5. Halászok, szén
6. Hatvan éve történt
7. Hason fekvő, tus, 29,5x18 cm, 1960
8. Hangversenyen, tollrajz, 21x14 cm, 1961
9. Házi hangverseny, tusrajz, 32x11 cm, 1962
10. Házak, színes kréta, 9,5x10 cm, 1961
11. Háború, rézkarc, 9x24,7 cm, 1963
12. Háború, színes litográfia, 31x...
13. Háború, vegyes technika, 31x34 cm
14. Háború-félelem, színes tus, 11,5x16 cm, 1962
15. Hárman, rézkarc, 31,5x21,5 cm, 1971
16. Hideglemezmű, rézkarc, 19,6x29,8 cm, 1964
17. Horgászok a Tiszán, rézkarc, 29,1x40 cm, 1970
18. Hortobágy, vasmaratás, vaskarc, 304x592 mm, 1972
19. Hódmezővásárhelyi hibridüzem, rézkarc, 19,8x29,5 cm, 1965
20. Hódmezővásárhelyi kötöttáru gyár, rézkarc, 19,8x29,2 cm, 1965
21. Hódmezővásárhelyi tanyák, gouache
22. Hódmezővásárhelyi paraszt
23. Hegesztő, kréta, 14x18 cm, 1960
24. Hegyek és Duna, vegyes technika, 60x42 cm, 1963
25. Hegyek Visegrádnál,vegyes technika, 37x25 cm, 1963

### I
1. Istálló, szén és akvarell, 43x61 cm
2. Istállóépítés, rézkarc
3. Interieur II., rézkarc, 15,8xx16 cm, műteremrészlet, festőállvány, festőkészlet, 1964
4. Intérieur I., rézkarc, 16,1x14 cm, fürdőszobarészlet, 1964
5. In memoriam Csohány Kálmán
6. In memoriam L. Z., szitanyomat, 48x49 cm
7. Idős nő

### J
1. Jáki templom, rézkarc, 24,7x48,7 cm, 1971
2. Jáki templom, rézkarc, 29,8x40 cm, 1970

### K
1. kaszáló paraszt
2. kaszakalapáló, szén, 28x25 cm
3. Kazlak, gouache
4. Két fej, tus-tempera, 12,5x19 cm, 1958
5. Kompozíció, rézkarc, 19x19 cm, 1973
6. Kompozíció, litográfia
7. Kohász I., színes tus, 13x7 cm, 1957
8. Kohász II., színes rézkarc, 14,5x5 cm, 1959
9. Kohászok, rézkarc, 24x14,5 cm, 1959
10. Kohász, színes tus-kréta, 15x25 cm, 1960
11. Kohász, rézkarc, 9,5x5 cm, 1960
12. Kaszálók, vegyes technika, 40x28,5 cm, 1960
13. Katona, toll, 23x24 cm, 1963
14. Kátrányozzák a kokillákat, vegyes technika, 17x30 cm, 1962
15. Kirándulók, rézkarc, 21x29,5 cm
16. Kodály népe, rézkarc, 310x220 mm, 1969
17. Kossuth szobor Szeged Klauzál tér
18. Szeged Vásárhelyi Pál szobor, rézkarc, 19,8x14,5 cm
19. Kommunisták jelszót festenek, rézkarc, 19,5x29,7 cm, 1968
20. Kommunisták jelszót festenek, rézkarc 42, 19,4x29,6 cm, 1968
21. Kompozíció négy fejjel, rézkarc
22. Kompozíció, vasmaratás
23. Kompozíció, rézkarc, 16,3x15,2 cm (Négy tagú család, piramidális pozíciója), 1965
24. Kompozíció, rézkarc, 19x24 cm, 1967
25. Kompozíció, rézkarc, 22x25 cm, 1980
26. Koncert, vegyes technika, 18x36,5 cm, 1963
27. Kofák, ceruza
28. Kövér Margó, rézkarc, 185x244 mm, 1969
29. Kegyetlen háború, linómetszet, 57,5x80 cm
30. Kegyetlen háború, rézkarc, 16x12,3 cm, 1958
31. Kegyetlen háború, 15x19 cm, 1986
32. Kempingezők, rézkarc, 19,5x29 cm, 1965
33. Kert asztallal, 29x41 cm
34. Ketten, rézkarc, 13x16,3 cm, 1966
35. Kapálók, 1956
36. Kapálók, vegyes technika, 20x28,5 cm, 1960
37. Kapálók, rézkarc, 14,3x24,5 cm, 1964
38. Karácsony I., kék golyóstoll, 5x6 cm, 1974
39. Karácsony II., kék golyóstoll, 6,5x4 cm, 1974
40. Karácsony, kék és zöld filctoll, 4x3,5 cm, 1982
41. Karácsony, kék golyóstoll, 6,5x11 cm, 1985
42. Karácsony, rézkarc, sötétzöld, 8,5x12,5 cm, 1988
43. Karácsony, linómetszet, 8x13,5 cm, 1992
44. Krampácsolók, rézkarc, 29,5x32,5 cm, 1974
45. Kilátás a drezdai Interhotel Newa ablakából, fekete golyóstoll
46. Kilátás Dömös felé, vegyes technika, 40x29,5 cm, 1960
47. Kutatólaboratórium, rézkarc, 19,8x27,1 cm, 1963
48. Küzdelem I., tus 19x27 cm, 1962
49. Küzdelem II., tus, 20x26 cm, 1962
50. Kubikos,vegyes technika, 17x41 cm, 1963
51. Kubikosok, litográfia, 43x33 cm, 1959
52. Kultúrház építés
53. Kisgrafika I. rézkarc, 85x95 cm
54. Kisgrafika II. hidegtű, 85x95 cm
55. Kisgrafika III., hidegtű, 90x47 cm
56. Kiagrafika IV. hidegtű, 52x210 mm
57. Kisgrafika V. hidegtű, 45x90 cm
58. Kisgrafika VI. hidegtű 65x100 mm
59. Korcsmában, kréta
60. Kövélyesnél, tempera

### L
1. Lány kosárral, 10,5x5
2. Lány és virág, kréta-tus, 9,5x8 cm, 1961
3. Lenin gyári gyűlésen, 30x40
4. Legeltetés
5. Litográfia I., litográfia, 25x36 cm, 1964
6. II.
7. III.
8. Lovak a pusztán, rézkarc, sötétbarna-drapp, 9,3x8.1 cm
9. Lovas, tollrajz, 13x16 cm, 1961
10. Lovat őrző fiú, rézkarc, 1960
11. Lovász, kréta, 27x40 cm, 1962
12. Lólegeltetés, pitt kréta, 31x23,5 cm, 1958
13. Lövészek, rézkarc, 19,8x29,9 cm, 1969

### M
1. Majoros tanya, kréta, 34x24 cm, 1957
2. Megalakul a Földművelők Országos Szövetsége, 30x40 cm
3. Megyei Tanács Szeged, rézkarc, 19,5x30 cm, 1965
4. Műteremsarok, rézkarc, 16,4x13,8 cm, 1963
5. Műteremben, rézkarc, 17,7x23,3 cm, 1964
6. Műteremben rézkarc, 27x36 cm
7. Munkások színes rézkarc, 32x41 cm
8. Munkások, repesztés, 41x49 cm
9. Műteremablak, vegyes technika, 30x41 cm, 1961
10. Madonna, színes rézkarc, 40x42 cm, 1968
11. Madonna, vegyes technika
12. Magányos tanya
13. Magyarországi hadifoglyok, rézkarc, 19,6x29,8 cm, 1967
14. Malom, rézkarc, 29,7x39,1 cm, 1971
15. Monotypia, 8,5x10 cm, 1961
16. Móri néni, rézkarc, 20x...
17. Mártélyi randevú, olaj, 37x56 cm
18. Mártélyi utca, vegyes technika, 60x42 cm, 1961
19. Mártélyi strand
20. Mártélyi faluvég
21. Menekülők, rézkarc, 42,5x32 cm, 1977
22. Menekülők, rézkarc, 560x600 mm, 1989
23. Mese, rézkarc, 190x140 cm
24. Mese, vegyes technika, 30,5x41,5 cm
25. Meleghengermű, rézkarc, 19,2x29,7 cm, 1964
26. Ménes, rézkarc, 28x58 cm
27. Mérgezett nyilakkal, rézkarc, 19,6x29,2 cm, kb. 1971 (Magyar rézkarcok a vietnámi háborúról, 12 db)
28. Mindenkihez, rézkarc, 19,5x28,5 cm, 1967
29. Mikrobiológiai laboratórium, rézkarc, 19,4x29,2 cm, 1964

### N, Ny
1. Napsütés, vegyes technika, 41x29 cm, 1959
2. Napsütésben, rézkarc, 14x8,5 cm
3. Nő, ceruza rajz, 1950
4. Nő galambokkal, színes tus, 15x14 cm, 1959
5. Nő galambbal I., rézkarc, 19,3x14,6 cm, 1960
6. Nő galambbal II., színes rézkarc, 24x14,5 cm, 1960
7. Nő galambbal III. rézkarc, 14,3x19,4 cm, 1961
8. Női fej, rézkarc, 11x5 cm, 1950
9. Női fej kosárral, rézkarc, 20x5 cm
10. Női fej, kerámia tál, átmérő: 27 cm, 1958 (magángyűjteményben)
11. Nő az ablak előtt, kréta-tus, 15x12 cm, 1960
12. Nő virággal, rézkarc, 19,5x20 cm, 1962
13. Nő, ceruza, 28x20 cm, 1950
14. Nagymaros, vegyes technika, 40x29 cm, 1960
15. Nagymarosi Dunakanyar, szén
16. Nagymama, kréta, 30x46 cm, 1960
17. Nyárfás tanya, szén, tus

### O, Ö
1. Olajberendezés és fejtés, 19,8x28,8 cm, 1964
2. Olasz táj, rézkarc, 14,7x16,2 cm
3. Olasz táj, rézkarc, 16x15 cm
4. Olvasó nő, vázlat
5. Orosházi véres május 1., rézkarc, 24,5x29,3 cm, 1963
6. Oroszországi magyar hadifoglyok a Lenin békedekrétumot olvassák, rézkarc, 19,5x29,7 cm, 1968
7. Otthon egyedül, rézkarc, 20x...
8. Öntödei részlet, rézkarc, 19,5x29,7 cm, 1965
9. Ördögálarc, rézkarc, 16,5x20 cm
10. Öregek, rézkarc, 17x... cm
11. Öregasszony, kréta, 32x43 cm, 1960

### P
1. Parkban, vegyes technika, 31x24 cm, 1959
2. Paraszt asszony, szén, 44x15 cm
3. Parasztmadonna, színes rézkarc, vegyes technika, 35x35 cm
4. Parasztfej
5. Parasztfej
6. Pályamunkás
7. Pályamunkások
8. Permetező félautomata, 20x29,2 cm, 1965
9. Portrévázlat
10. Portyázó vöröskatonák, vegyes technika
11. Portré, vegyes technika, 37x52 cm, 1964
12. Pihenő kaszás
13. Pihenő kohász, színes tus, 10x21,5 cm, 1960
14. Pihenő munkások, ecsetrajz
15. Pihenő nő, tus, 29x14 cm, 1961
16. Pilisvörösvári külszíni bányász kísérleti telep, rézkarc, 19,8x29,2 cm, 1965
17. Próbaöntés, vegyes technika, 33x40,5 cm, 1960
18. Pusztulás, színes tus, 11,5x22,5 cm, 1959

### R
1. Rajz, kréta, tus, 11x11 cm, 1958
2. Részeg, színes tus, 18x19,5 cm, 1962
3. Révfülöpi táj, vegyes technika, 48x34 cm, 1964
4. R. Karcsi emlékére III., rézkarc, 12x12,5 cm, 1990
5. Rózsa Ferenc általános iskola, rézkarc, 19,7x30 cm, 1965
6. Röplapot szórnak, rézkarc, 20x29,2 cm, 1968

### S, Sz
1. Sárisápi XX. akna, rézkarc, 19,29,5 cm, 1964
2. Szabadság híd, rézkarc, sötétzöld-világoszöld, 24,5x48,2 cm, 1972
3. Szabadság híd, rézkarc, 29,7x38,7 cm, 1968
4. Szabadság híd Gellért-heggyel, rézkarc, 30x38 cm
5. Szerelmespár, rézkarc
6. Szkopje
7. Szobabelső, rézkarc, 16,1x12,9 cm, 1965
8. Szobabelső, rézkarc, 16,5x12,5 cm
9. Szobabelső, rézkarc, 12x17 cm
10. Szombat délután, olajfestmény
11. Szomorúság, rézkarc
12. Szőlőkarók, vegyes technika, 48x34 cm, 1964

### T
1. Takarítónő, vegyes technika, 45x29,5 cm, 1960
2. Takarítónő, 29x44,5 cm, 1986
3. Tanya
4. Tanya kazlakkal, szén, akvarell, 38x28 cm
5. Tanya kora reggel, szén akvarell, 35x...
6. Tanya a pusztán, vegyes technika, 41x29 cm, 1963
7. Tanyaudvar, szén, 50-es évek
8. Táj
9. Táj a Duna mellett, 1962
10. Táj lovakkal, színes rézkarc, 9,5x20 cm, 1958
11. Tájkép, akvarell (VIT 3. díjas, bronzérem)
12. Tájrajz, tollrajz, 14x18 cm, 1961
13. Támaszkodó akt, tus, 20x24 cm, 1961
14. Temető mellett
15. Temetés után, vegyes technika, 58x41 cm, 1964
16. Tél, rézkarc, barna-fekete-fehér, 28,1x17 cm, 1973
17. Tél, rézkarc, 29,4x39,5 cm, 1973
18. Télen, vegyes technika, 42x55 cm, 1962
19. Téli hegyoldal, rézkarc, barna-fekete, 38,5x29,5 cm, 1979
20. Tanulmányok
21. Tanyaudvar I.
22. Tanyaudvar II. vegyes technika, 33x23 cm, 1957
23. Tanyaudvar III.
24. Tanyaudvar IV.
25. Tanyaudvar V.
26. Tanyaudvar VI.
27. Tanyaudvar VII.
28. Tanyaudvar VIII.
29. Tanyaudvar, vegyes technika, 59x41 cm, 1963
30. Tanya jegenyékkel, vegyes technika, 41x28,5 cm, 1958
31. Tanya lovakkal, vegyes technika, 40x27 cm, 1959
32. Tanya, pitt kréta, 39x25 cm, 1961
33. Tavasz a hegyen, vegyes technika, 58x41 cm, 1962
34. Téli nap, szén
35. Tollrajz I., tollrajz, 18x28 cm, 1961
36. Törpe, színes zsírkréta, 14x21 cm, 1995
37. Törpe, fekete zsírkréta, 14x21 cm, 1995
38. Tisza-part, vegyes technika, 41x28,5 cm, 1960
39. Tisza partján, szén, gouache
40. Tiszai táj, rézkarc, 29,2x39,8 cm, 1970
41. Tiszai táj, vaskarc, 289x394 cm, 1970
42. Tisztás, rézkarc, 29,4x39,8 cm, 1973
43. Tanulmány, kréta, 31x41 cm, 1960
44. Töltik a kokillákat, vízfestmény, 27,5 cmx38,5 cm, 1962
45. Tüntetés, rézkarc, 19,3x29,7 cm, 1968

### U, Ü
1. Újjáépített szegedi Tisza-híd, 21x29 cm (19x20 cm)
2. Udvari bolond, 28,5x22 cm, 1986
3. Új szántás
4. Ülő nő, szén, 28x13 cm, 1956 (Ferenczy Károly Galéria képcsarnok aukció Pécs, 2010)
5. Ülő paraszt
6. Ülő akt, tus, 19x23 cm, 1960
7. Üldözöttek, rézkarc, 1960
8. Üldözöttek I. rézkarc, 19x9,7 cm, 1961
9. Üldözöttek II. rézkarc, 9,5x19,5 cm, 1961
10. Üvegablak részlet, színes tus, 12x11 cm, 1958
11. Üvegablak részlet, színes tus, 21,5x12 cm, 1962
12. Ütközet után, vegyes technika, 25x37 cm, 1960

### V
1. Vadászok, akvarell, 20x14,5 cm, 1959
2. Vadászat, rézkarc, 39,5x26 cm, 1958
3. Vadászat, rézkarc, 29,3x40 cm, 1973
4. Valaki emlékére 170x200 mm
5. Vasúti gép rakodás, rézkarc, 19,3x28,9 cm, 1965
6. Vasútépítők, rézkarc, 19,5x14,5 cm, 1959
7. Vázlat, színes tus, 18x15 cm, 1958
8. Vázlat, tus, 29x16 cm, 1961
9. Vázlat, tus, 32x11 cm, 1963
10. Vázlat lemezlitográfia
11. Vázlatok I.
12. Vázlatok II.
13. Vázlatok lemezlitográfia
14. Vázlatok, tus, 1973
15. Vérvörös csütörtök, rézkarc, 20,3x29,1 cm, 1964
16. Vietnámi harcosok, 20x30 cm
17. Várúrnő
18. Vándor, litográfia, 30x40 cm
19. Vándor, litográfia, 345x250 mm, 1966
20. Vándorok, toll, 14x20 cm, 14x20,5 cm, 1963
21. Vándorok rézkarc
22. Vásárhelyi parasztfej
23. Virágok, vegyes technika, 57x21 cm, 1961
24. Virágok, színes kréta
25. Virágok között
26. Vízhordó, szén
27. Vízparti szürkület, vegyes technika, 28,5x40 cm, 1960
28. Vörösmarty illusztráció

### Zs
1. Zsuzsanna és az öreg I.,
2. Zsuzsanna és az öreg II., tus, 29x16 cm, 1958

## Kiállításai

### Önálló és csoportos kiállításai Magyarországon
1. 1953 szeptember 5. – október 10. 4. Plakát művészeti kiállítás Ernst múzeum, Budapest
2. 1954 július Nyári tárlat, Ernst Múzeum Budapest (Tom Gordejev 17x24 cm és 7x12 cm)
3. 1954 szeptember Magyar kisplasztika és grafika 1800-1954, Ernst Múzeum Budapest (2 db illusztráció, ceruza)
4. 1955 június 11. – július 3. Fiatal Képzőművészek és iparművészek kiállítása, megnyitotta: Pataki Dénes és Szabó Iván
5. 1955 II. Vásárhelyi őszi tárlat Hódmezővásárhely (megnyitotta: Gyenes Tamás szobrászművész)
6. 1956 Fényes Adolf terem Budapest (önálló kiállítás)
7. 1956 augusztus 10. – szeptember 2. Fényes Adolf terem Budapest Gacs Gábor és Szemerédy Miklós grafikusművészek kiállítása (katalógus: leporello, 21 cm, bevezető: Cseh Miklós, Budapest Egyetem Nyomda, 1956)
8. 1956 Pécs-Baranya megyei Országos képzőművészeti kiállítás Pécs
9. 1957 III. Miskolci képzőművészeti kiállítás
10. 1957 IV. Vásárhelyi őszi tárlat Hódmezővásárhely (megnyitotta: Kiss Lajos néprajztudós)
11. 1959 VII. Világifjúsági Találkozó
12. 1959 Képző- és iparművészeti Gimnázium jubileumi kiállítása Nemzeti szalon Műcsarnok Budapest
13. 1960 január 16. – február 7. Fiatal képzőművészek stúdiójának II. kiállítása Ernst múzeum Budapest, megnyitotta: Aradi Nóra
14. 1960 VII. vásárhelyi őszi tárlat Hódmezővásárhely (megnyitotta: Vass Imre a Városi Tanács Végrehajtó Bizottságának elnöke)
15. 1960 VIII. magyar képzőművészeti kiállítás Műcsarnok Budapest
16. 1960. a Műcsarnok felszabadulási grafikai kiállítása, Salgótarján acélgyár művelődési otthona (52 alkotás, köztük: Gacs Gábor földosztás)
17. 1961 október 29. – november 19. I. Országos grafikai biennálé, Miskolc, Nemzeti Színház, megnyitotta: Nógrádi Sándor, az MSZM KB tagja
18. 1962. IX. magyar képzőművészeti kiállítás
19. 1962 IX. vásárhelyi őszi tárlat Hódmezővásárhely (megnyitotta: Erdei Ferenc szociográfus)
20. 1964 Szegedi országos képzőművészeti kiállítás Móra Ferenc művelődési ház
21. 1964 október XI. vásárhelyi őszi tárlat Hódmezővásárhely (megnyitotta: Supka Magdolna művészettörténész, katalógus szerkesztő: Katona László grafikus, 82x56 mm, 1964)
22. 1964 Budapest, Stúdió 64 fiatal képzőművészek kiállítása
23. 1964 VIII. Miskolci képzőművészeti kiállítás (Gacs Gábor: Öregek)
24. 1965. május 19. – június 2. Kisgrafikai bemutató, Dürer-terem, Budapest, rendezte: Fery Antal és Stettner Béla, Budapest (katalógus: Kisgrafika bemutató, Dürer-terem, 1965. május 19. – június 2., bevezető: Galambos Ferenc, 16 oldal, 14x20 cm, kiadó: Kisgrafika Barátok köre, nyomda: Múzeumok rotaüzeme, 1965. készült 300 példányban)
25. 1965. 07. Gacs Gábor kiállítása, Ernst Múzeum, Budapest, megnyitotta: július 12-én Csohány Kálmán (önálló kiállítás)
26. 1965 VIII. 8. – IX. ?. Gyula, Erkel Ferenc Múzeum, megnyitotta: Marsi Gyula MSZMP Városi Bizottsága propaganda- és művelődésügyi osztályvezető (önálló kiállítás)
27. 1965 március 26. – április 11. Gacs Gábor grafikusművész és Deák László szobrászművész kiállítása, Ernst múzeum, Budapest, megnyitotta: Csohány Kálmán, rendezte: Frank János (katalógus: Gacs Gábor grafikusművész és Deák László szobrászművész kiállítása, 20p. 19x16,7 cm, tervezte: Zala Tibor, fotók: Petrás István, Zilahy István, kiadó: Kiállítási intézmények igazgatója, Nyomdaipari Tanulóintézet)
28. 1965 XII. Vásárhelyi őszi tárlat (megnyitotta: Németh Lajos művészettörténész)
29. 1965 október 31 – november 28. III. Országos grafikai biennálé Miskolc, Nemzeti Színház, rendezte: Baranyi Judit művészettörténész
30. 1965 X. országos képzőművészeti kiállítás Műcsarnok Budapest
31. 1965. VI. szegedi nyári tárlat
32. 1966 április 16.–május 18. Stúdió 66, fiatal képzőművészek VI. kiállítása, Ernst múzeum Budapest, rendezte: Baranyi Judit, megnyitotta: Somogyi József
33. 1966. XIII. vásárhelyi őszi tárlat
34. 1967 december 3–31. IV. Országos grafikai biennálé Miskolci Galéria, megnyitotta: Pogány Ö. Gábor a Magyar Nemzeti Galéria főigazgatója
35. 1967 augusztus 10–szeptember 10. Veszprém Vegyipari Egyetem 14 művész kiállítása (katalógus: Zala Tibor "14 művész kiállítása Veszprémi Vegyipari Egyetem '67. aug. 10–szept. 10.", B2 cca. 50x70 cm)
36. 1967 IX. miskolci országos képzőművészeti kiállítás
37. 1967 VIII. szegedi nyári tárlat
38. 1967 reprezentatív kiállítás, Nemzeti Galéria, Budapest
39. 1967 XIV. vásárhelyi őszi tárlat Hódmezővásárhely (megnyitotta: Pogány Ödön Gábor művészettörténész)
40. 1967 Mai magyar grafika, Somogy megyei Könyvtár nagyterme, több mint 20 művész 30 alkotása
41. 1967 Intergraphik '67, Műcsarnok, Budapest
42. 1968 XV. vásárhelyi őszi tárlat Hódmezővásárhely (megnyitotta. Dömötör János művészetíró, múzeum igazgató)
43. 1968 augusztus Borbás Tibor és Gacs Gábor kiállítása Hódmezővásárhely Tornyai János múzeum (meghívó, kisnyomtatvány, Hódmezővásárhely 1968. augusztus 11. 1 lap, 15x11 cm, katalógus: Dömötör János: Borbás Tibor és Gacs Gábor kiállítása, Hódmezővásárhely SZNY Üzem, 1968. 16. p., ill. ff. 29 cm)
44. 1968 Tornyai Múzeum Hódmezővásárhely (önálló kiállítás) (katalógus: hódmezővásárhelyi nyomdaipari vállalat, 1968. 6 lev., ill. 1718 cm)
45. 1968 XI. magyar képzőművészeti kiállítás Műcsarnok Budapest (katalógus: tervezte: Zala Tibor, nyomat, 22,7x20,3 cm)
46. 1968 IX. szegedi nyári tárlat
47. 1968 IV. Balatoni nyári tárlat, Keszthely, Balatoni múzeum
48. 1969 Magyar művészet 1945–1969, Műcsarnok, Budapest
49. 1969 ...hogy alkothasson az ember, Műcsarnok, Budapest
50. 1969 X. szegedi nyári tárlat
51. 1969 Forradalomról – forradalomra, grafikai kiállítás a Tanácsköztársaság történetéből, Csók István Galéria, Budapest
52. 1970 XVII. vásárhelyi őszi tárlat Tornyai János Múzeum, Hódmezővásárhely, rendezte: Rozványi Márta, megnyitotta: Mocsár Gábor író (katalógus: tervezte: Katona László, kiadó: Tornyai János Múzeum igazgatója, 1970)
53. 1970. szeptember 18. – október 18. Hazánk felszabadulásának 25. és Lenin születésének 100. évfordulójára készült kiállítás, Komárom megyei Művelődési Központ, Tata, megnyitotta: Steiner Tibor (meghívó és katalógus, 5 oldal, felelős kiadó: Köteles István, Képcsarnok vállalat nyomda)
54. 1972 József Attila Művelődési Központ Budapest (önálló kiállítás)
55. 1972 Hommage a György Dózsa Nemzeti Galéria Budapest
56. 1973 szeptember 20. – október 6. Csók István Galéria, Budapest (önálló kiállítás) – Katalógus: Gacs Gábor 1973. szerkesztette: Köteles István, 4. p. ii. 22 cm, Csók István Galéria, Képcsarnok vállalat nyomda
57. 1973 december 2. – 31. VII. Országos grafikai biennálé Miskolci Galéria, rendezte: Kass János grafikusművész és Kovács Béla művészettörténész
58. 1974 Vác, Gacs Gábor grafikái, Konyorcsik János szobrai, Szűcs Miklós festményei
59. 1974 szeptember 13. – október 13.Városi könyvtár, József Attila könyvtár kiállítóterme Miskolc (önálló kiállítás), több, mint 70 kép, megnyitotta: Csohány Kálmán grafikusművész – katalógus: Győri Erzsébet, leporello, 8p, 19 cm, Zrinyi nyomda, Budapest, 1974. kiállítási plakát: 60x83,5 cm, színes szitanyomattal)
60. 1974. szeptember 26–október 5., II. Országos grafikai hét, Salgótarján megnyitó: Budapesten (meghívón: Reich Károly rajza)
61. 1974 április 1-től Békéscsaba, Ifjúsági ház Gacs Gábor kiállítása (önálló kiállítás) katalógus: leporello, Budapest Zrinyi Nyomda
62. 1974 XV. szegedi nyári tárlat, Szeged
63. 1974 december 1. – 31. miskolci téli tárlat, Miskolc, rendezte: Kovács Béla
64. 1975 Nehézipari Műszaki Egyetem, Miskolc (önálló kiállítás)
65. 1975 XVI. szegedi nyári tárlat
66. 1975 jubileumi kisgrafikai kiállítás Csók István galéria Budapest (a katalógust tervezte: Stettner Béla, címlapján Gacs Gábor rézkarca)
67. 1975 november 30. – 1976. január 4. VIII. Országos grafikai biennálé Miskolci Galéria, rendezte: Kovács Béla művészettörténész, megnyitotta: Ladányi József tanácselnök (katalógus: Erdélyi János: VIII. országos grafikai biennálé, Miskolc 1975. kiadó: Miskolci galéria, Zrinyi nyomda, 20x23 cm)
68. 1976 Kiskunhalas (önálló kiállítás)
69. 1976 május 7. – május 30. Rajzok Miskolci galéria, József Attila Könyvtár
70. 1976 október Mai magyar grafika és kisplasztika (Zichy Mihály és Ferenczy István tiszteletére) Magyar Nemzeti Galéria, Budavári Palota (katalógus: "Mai magyar grafika és kisplasztika Magyar nemzeti galéria Budavári Palota 76", kiadó: Magyar nemzeti galéria, Hirdető nyomda Zalaegerszeg, 12,5x22,5 cm, 78 oldal)
71. 1977 Óbudai galéria Budapest (önálló kiállítás) – leporello 6p. 16,5 cm
72. 1977 Képzőművészeti kiállítás a nagy októberi szocialista forradalom 60. évfordulója tiszteletére Műcsarnok Budapest
73. 1977 szeptember 2. – október 2. Vác, Gacs Gábor kiállítása, Madách Imre Művelődési Központ, 43 alkotás, megnyitotta: Csohány Kálmán grafikusművész (önálló kiállítás), katalógus: Gacs Gábor kiállítása, leporello, 6. p. ill.: 16,5 cm
74. 1977 Arcok és sorsok Első portré biennálé Hatvani Galéria
75. 1977 április, Gacs Gábor Munkácsy díjas grafikusművész és Konyorcsik János Munkácsy díjas szobrászművész kiállítása Százhalombattán, a tavaszi ünnepi hetek rendezvénysorozat részeként, megnyitotta: Zala Tibor festőművész, katalógus: leporello, 6. p. ill.: 16 cm, 1979.
76. 1978 Grafikai hét Képcsarnok Budapest, megnyitotta: Csohány Kálmán
77. 1978 XXV. vásárhelyi őszi tárlat, Hódmezővásárhely (megnyitotta: Tasnádi Attila művészettörténész)
78. 1979 Vác Gacs Gábor grafikusművész kiállítása (önálló kiállítás)
79. 1979 február 16. – március 7. Gacs Gábor Munkácsy díjas grafikusművész és Konyorcsik János Munkácsy díjas szobrászművész kiállítása, Vác, Madách Imre művelődési központ emeleti galériájában, megnyitotta: Zala Tibor festőművész (katalógus: leporello, 6p, 16 cm, meghívó: 10,5x10,5 cm, Pest megyei nyomda, Vác)
80. 1979 február 7. – március 7. Gacs Gábor grafikusművész – Konyorcsik János szobrászművész Kölesd Kossuth Művelődési Ház
81. 1979 VI. balatoni kisgrafikai biennálé Tihany
82. 1980 július 20-tól Gacs Gábor grafikusművész, Konyorcsik János szobrászművész kiállítása, Nagymaros, megnyitotta dr. Barát Endre országgyűlési képviselő
83. 1980 Kölesd Kossuth Lajos művelődési ház (önálló kiállítás)
84. 1981 március 25. – április 25. Rétság Asztalos János Művelődési Központ: Laluja András szobrászművész és Gacs Gábor grafikusművész kiállítása
85. 1982 Csepeli Galéria, Budapest (önálló kiállítás)
86. 1983 december 3. 1984. január 8. Országos grafikai biennálé Miskolci Galéria, rendezte: Dobrik István művészettörténész, megnyitotta: Németh Lajos művészettörténész
87. 1983 XXX. vásárhelyi őszi tárlat Hódmezővásárhely (megnyitotta: Pogány Ödön Gábor művészettörténész)
88. 1984 Országos képzőművészeti kiállítás Műcsarnok Budapest
89. 1984 szeptember 11. – szeptember 28. Supka Magdolnának, Manna néninek szeretettel, grafikai kiállítás Fészek galéria Budapest (katalógus, szerző: Szabó Júlia, szerkesztő: Szakál Edit, 66 oldal, 18x16 cm, fekete-fehér reprodukciókkal, Fészek Galéria, 1984)
90. 1985 Fiatal képzőművészek és iparművészek kiállítása Ernst múzeum Budapest
91. 1985 április 25. – június 1. 55 grafikus kiállítása Supka Manna tiszteletére Miskolc József Attila könyvtár kiállítóterme (katalógus és plakát terv: Fejér Ernő fotóművész és grafikus, Supka Magdolna B. művészettörténész, 16. p., Borsodi Nyomda, Miskolc, 1985)
92. 1986 Balaton és világa képzőművészeti kiállítás Balatonkenese I. sz. honvéd üdülő
93. 1987 Rézkarcoló művészek alkotó közössége Koller galéria Budai vár
94. 1987 Ernst Múzeum, Budapest, Németh József, Gacs Gábor, Pásztor Gábor és Rékassy Csaba kiállítása
95. 1988 Iskola Galéria, Budapest (önálló kiállítás)
96. 1988 Első festészeti biennálé, Csepel iskolagaléria, Budapest
97. 1989 augusztus 19. – október 31. VII. Balatoni kisgrafikai biennálé, Tihany, Tihanyi Múzeum
98. 1989 december 10. – 1990. január 10. XV. Országos grafikai biennálé 1961-1989 Miskolc, rendezte: Jurecskó László művészettörténész, megnyitotta: Pusztai Ferenc államtitkár, (katalógus: Bogár György, Fejér Ernő, 30. t. illusztr., 21x30 cm, Borsodi Nyomda, 1989)
99. 1990 Reich Károly emlékére, grafikai tárlat, Miskolc
100. 1992 Grafikai műtermek Csók István Galéria, Budapest
101. 1992 XXVII. szegedi nyári tárlat
102. 1994. XLI. vásárhelyi őszi tárlat Hódmezővásárhely (megnyitotta: Végvári Lajos művészettörténész)
103. 1994 vajai nemzetközi művésztelep
104. 1994 augusztus 29. – október 30. Derkovits ösztöndíjasok (1959-1993) kiállítása, Szombathelyi Képtár
105. 1996. XLIII. vásárhelyi őszi tárlat Hódmezővásárhely (megnyitotta: Nagy Imre művészettörténész, múzeumigazgató)
106. 1997. június 4. 24. Gacs Gábor grafikái és Gacs Réka kerámiái kiállítás, Budapest, Pestújhelyi Közösségi Ház, megnyitotta: Gyulay Líviusz, közreműködött: Torma Ferenc és Gacs László, meghívó: 10,5x15 cm
107. 1999 XLVI. vásárhelyi őszi tárlat Hódmezővásárhely (megnyitotta: Nagy Imre művészettörténész, múzeum igazgató)
108. 2000 XLVII. vásárhelyi őszi tárlat Hódmezővásárhely (megnyitotta: Rideg Gábor művészettörténész)
109. 2001 XLVIII. vásárhelyi őszi tárlat Hódmezővásárhely (megnyitotta: L. Menyhért László művészettörténész)
110. 2002 XLIX. vásárhelyi őszi tárlat Hódmezővásárhely (megnyitotta: Szuromi Pál művészeti író)
111. 2003 március Gyámoltalan hősök, válogatás Kondor Béla és kortársainak grafikáiból, a Pittmann magángyűjtemény anyagából, Szombathely művészetek háza, pincegaléria, megnyitotta. Szipőcs Krisztina művészettörténész
112. 2003 L. vásárhelyi őszi tárlat Hódmezővásárhely (megnyitotta. Bereczky Lóránt és Laczkó Ibolya művészettörténész)
113. 2003 Magyar grafika IV. Kecskemét
114. 2004 LI. vásárhelyi őszi tárlat Hódmezővásárhely (megnyitotta: Tóth Károly művészettörténész)
115. 2005 LII. vásárhelyi őszi tárlat Hódmezővásárhely (megnyitotta: Kratochwill Mimi művészettörténész)
116. 2006 LIII. vásárhelyi őszi tárlat Hódmezővásárhely (megnyitotta: Muladi Brigitta művészettörténész)
117. 2006 április 6- május 14. Kor-képek, a Magyar Képzőművészek és Iparművészek Szövetsége Képgrafikai Szakosztályának kiállítása, Budapest kiállítóterem, megnyitotta: Szakolczay Lajos író
118. 2007 LIV. vásárhelyi őszi tárlat Hódmezővásárhely (megnyitotta: Nagy Imre művészettörténész, múzeum igazgató)
119. 2007 október 3. – november 3. 100 grafika – 100 kortárs művész, Magyar Képzőművészeti Egyetem Barcsay terem, megnyitotta: Bogyay Katalin (60 lapos mappa: a 100 grafika – 100 kortárs művész kiállítás anyagából, Magyar Képzőművészeti Egyetem)
120. 2007 november 7. – december 2. 100 grafika – 100 kortárs művész, Pécsi Galéria
121. 2008 LV. vásárhelyi őszi tárlat Hódmezővásárhely (megnyitotta: Végh János és Szabó Noémi művészettörténész)
122. 2009 Nagyjaink II, Galéria IX., Budapest
123. 2009. február 15-ig, KÉP-TÁR, az MKISZ Képgrafikai Szakosztálya művészeinek kiállítása, Klebelsberg Kultúrkúria és Művészeti Központ, Budapest
124. 2009 LVI. vásárhelyi őszi tárlat Hódmezővásárhely (megnyitotta. Sturcz János művészettörténész)
125. 2010 LVII. vásárhelyi őszi tárlat Hódmezővásárhely (megnyitotta: Tóth Károly művészettörténész)
126. 2011 LVIII. vásárhelyi őszi tárlat Hódmezővásárhely (megnyitotta: Szuromi Pál művészeti író)
127. 2012 LIX. vásárhelyi őszi tárlat Hódmezővásárhely (megnyitotta: Rieder Gábor művészettörténész)
128. 2014 december 9.- 2015. február 1. 100 éve született Supka Magdolna – Supka Magdolna emlékkiállítás, Vigadó Galéria Budapest (megnyitotta: Wehner Tibor művészettörténész, katalógus: "Magyarul Európai", Magyar Művészeti Akadémia, felelős kiadó: Fekete György, összeállította és szerkesztette: Balázs Sándor, fotók: Püspöki Apor, Porszinter nyomda, 2015. 55 oldal)
129. 2019. november 20. – december 2. Budapest, Kisképző Art Gallery Gacs Gábor emlékkiállítás, Berliner söröző, megnyitotta: Molnár Gyula grafikusművész, egyetemi tanár

### Külföldi kiállításai
1. 1957 Bukarest (önálló kiállítás)
2. 1959 Párizs Fiatal Művészek Biennáléja
3. 1959 Bécs VII. világifjúsági találkozó (VIT)
4. 1962 Berlin Ungarische Kunst aus der IX. Republik-austellung (I+D2m pavillon der kunst Berlin)
5. 1964 Lugano grafikai biennálé (Gacs Gábor 1000 frankos díjban részesült)
6. 1965 Zágráb Izlozba Madjarska grafike
7. 1965 Cairo One hundred hungarien graphics (Gacs Gábor: József Attila illusztráció)
8. 1966 Bologna
9. 1966 november 24. – december 18. Bécs Collegium Hungaricum Gacs Gábor, Schaár Erzsébet, Szalay Ferenc kiállítása (katalógus: Ferenc Szalay, Erzsébet Schaár Bildauer, Gábor Gacs graphiker, S. I.: s. n., 1966, Bécs, 31x20 cm, a művészek életrajzi adataival, német nyelvű)
10. 1968 június – augusztus, Krakkó 2. nemzetközi grafikai biennálé
11. 1968 Essen Ungarische Kunst der gegenwart Musem Folkwang Essen
12. 1969 Lugano
13. 1969 június 22–július 13., Ungarische graphik Németország (katalógus: Magdalena Supka, 60 oldal, kiadó: Stadt Kiel, 1969. német nyelvű)
14. 1969 Bologna Grafika Ungherese (Gacs Gábor: Madonna, vegyes technika)
15. 1970 Magyar grafika Varsó
16. 1971 Ljubljana, IX. Nemzetközi Grafikai Biennálé
17. 1971 Majdanek
18. 1971 Montreal
19. 1971 Nápoly
20. 1971 augusztus, Tokió, Grafikai Biennálé
21. 1971 Varsó
22. 1972 Buenos Aires grafikai biennálé
23. 1972 Krakkó, 4. grafikai biennálé
24. 1972 Szófia,
25. 1972 Firenze
26. 1973 Europahaus
27. 1973 november – december, Róma, Premio internazionale Biella per L'incisione (katalógus: Luigi Cartuccio, 22x22 cm, 107. oldal)
28. 1975 Kairó
29. 1975 Gradec
30. 1975 DDR Ungarische Gegenwarts kunst DDR
31. 1976 június Krakkó, grafikai biennálé
32. 1977 Besztercebánya nemzetközi kisgrafikai kiállítás
33. 1977 Moszkva, Állami Irodalmi Múzeum, Ady Endre irodalmi életmű, vándorkiállítás
34. 1977 Weimar, Goethe National Museum, Endre Ady (irodalmi életmű, vándorkiállítás), szervező: Petőfi Literatura Museum
35. Berlin, "
36. Varsó, "
37. Prága, "
38. Szófia, "
39. 1978 február Belgrad, Endre Ady, pesznyik i revolucionar (költő és forradalmár), meghívó 4 l., 10x20 cm, Narodna Bibliotyeka Szerbije Ambaszada Naroda Republike Magyarszke
40. 1977 Madrid, magyar grafikai kiállítás
41. 1978 Krakkó, VII. grafikai biennálé
42. 1986 Krakkó grafikai biennálé
43. 2005 szeptember 21. – október 17. Párizs, "Kontrasztok", Párizsi Magyar Intézet
44. 1979 előtt, Genf, USA, London, Dánia, Stockholm

## Díjai
1. 1959 VII. Világifjúsági Találkozó, képzőművészet 3. díj (bronzérem) a Tájkép című akvarellért
2. 1964 Luganói grafikai biennálé 1000 frankos díja
3. 1964 október 11. Tornyai plakett, a hódmezővásárhelyi Tornyai János múzeumban megrendezett XI. őszi tárlat emlékplakettje
4. 1966 Munkácsy-díj III. fokozat
5. 1975 Munkácsy-díj I. fokozat
6. 1977 Kisgrafikai Biennálé oklevél
7. Az oktatásügy kiváló dolgozója

## Könyvek, újságok, folyóiratok, művészeti albumok, mappák, más művészek katalógusai
1. Kelemen Sándor: Zárt kör – A Művészetbarátok körének működése Rákosligeten, 1962-1969. Budapest, 2010. Rákosmenti helytörténeti füzetek, 6. évf. 1. szám, szerk. Ádám Ferenc, Kiadó: Erdős Renée Ház múzeum és kiállító terem, 1966. aug. 7. Zártkörű képzőművészeti bemutatkozás: Gacs Gábor
2. Tatai Erzsébet: Dózsa '72, Dózsa vizuális reprezentációja a Kádár-korszak idusán, 1972. Nemzeti GalériaI Gacs Gábor: Égő Dózsa I. színes litográfia
3. Tímár Máté: Majoros Ádám krónikája, grafikus: Gacs Gábor, Gondolat kiadó 1958, Franklin nyomda, készült 4000 példányban
4. Landmark 1945- 1965, Déry Tibor, Sarkadi Imre, Illés Béla, szerkesztő: Szabolcsi Miklós, grafikusok: Hincz Gyula, Egry József, Gacs Gábor, kiadó: Corvina Press, Budapest, 1965. 24x17 cm, angol nyelvű
5. Tizenkét rézkarc Gacs Gábor rézkarcai,Budapest, 1963. kiadó: Kisgrafika Barátok Köre, 12 oldal, 14x21 cm, 100 számozott példány, a rézkarcok saját kezű aláírásával
6. Tizenöt rézkarc Szegedről, Képcsarnok Vállalat ajándék albuma, 1967
7. Gacs Gábor rézkarcai Fővárosi nyomdaipari vállalat, 100 számozott példány, a rézkarcok saját kezű aláírásával
8. Graphica Hungarica I. szerkesztette, a tipográfiát és a kötést Szántó Tibor tervezte, készült 2200 példányban a 100 éves Athenaeum nyomdában, felelős kiadó: az Európa könyvkiadó igazgatója
9. Graphicum 2007. 23,5x33 cm, kiadó: Ernst Stúdió 98
10. Kortárs 1966. 10. évf. 8. szám
11. Kortárs, 1966. 10. évf. 9. szám. Balaton tárlat, 1966
12. Kortárs 1967. 11. évf. 10. szám, Tasnádi Attila: Kiállítási jegyzetek
13. Kritika 1968. 5. szám
14. Kortárs 1972. 16. szám, Feledy Gyula, Gacs Gábor, Gross Arnold, Gyulai Líviusz, Vagyóczky Károly, Kovács Ferenc fotói
15. Képző- és Iparművészeti Szakközépiskola 1778-1978, Budapest, Zrinyi nyomda, 1984. kiadó: Zala Tibor az iskola igazgatója, fotók: Keller Katalin, Tőry Klára az iskola tanárai
16. Lajos S. Magyar kisgrafika, magyar ex libris művészek lemezei, Budapest, Országos Széchenyi Könyvtár, 1964. 16 p. 20 maratott, megjelent 200 példányban
17. Látóhatár 1968. 05. 01. 18. évf. 5-6. szám
18. Magyar Hírlap 1968. 07. 21. 1. évf. 67. szám
19. Magyar Hírlap 1969. 01. 26. 2. évf. 25. szám, Dénes Zsófia: Ötven éve halott – Gacs Gábor rajza: Ady halála és temetése
20. Magyar Hírlap 1969. 03. 09. 2. évf. 67. szám
21. Magyar Hírlap 1971. 06. 13. 4. évf. 163. szám
22. Magyar Hírlap 1974. 04. 02. 32. évf. 77. szám
23. Magyar Hírlap 1974. 09. 14. 7. évf. 253. szám
24. Magyar Hírlap 1976. 11. 23. 9. évf. 277. szám
25. Magyar Hírlap 1977. 12. 11. 10. évf. 291. szám
26. Magyar Hírlap 1978. 04. 03. 11. évf. 79. szám
27. Magyar Hírlap 1978. 04. 23., 11. évf. 95 szám
28. Magyar Hírlap 1978. 04. 30. 11 évf. 101. szám
29. Magyar Hírlap 1978. 06. 04. 11. évf. 130. szám
30. Magyar Hírlap 1978. 10. 22. 11. évf. 250. szám
31. Magyar Hírlap 1979. 05. 12. 12. évf. 109. szám
32. Magyar Hírlap 1979. 06. 03. 11. évf. 128. szám
33. Magyar Ifjúság 1957. 10. 19. 1. évf. 45. szám
34. Magyar Ifjúság 1957. 12. 07. 1. évf. 52. szám
35. Magyar Ifjúság 1958. 01. 04., 2. évf. 1. szám
36. Magyar ifjúság 1959. 02. 07., 3. évf. 6. szám
37. Magyar Ifjúság 1961. 05. 13., 5. évf. 19. szám
38. Magyar Ifjúság, 1961. 06. 10. 5. évf., 23. szám
39. Magyar Ifjúság 1964. 12. 12., 8. évf. 50. szám
40. Magyar Ifjúság 1965. 11. 06., 9. évf. 45. szám
41. Magyar Ifjúság, 1966. 12. 10., 10. évf. 49. szám
42. Magyar Nemzet 1955. 07. 20. 11. évf. 169. szám
43. Magyar Nemzet 1965. 04. 06. 21. évf. 81. szám
44. Magyar Nemzet 1982. 10. 14. 38. évf. 241. szám
45. Magyar Nemzet 1984. 06. 24. 47. évf. 147. szám
46. Mai magyar grafika 1967, grafikai album, 21 művész eredeti és aláírt rézkarcaival, 50,5x35,5 cm, kiadó: Kisgrafika Barátok Köre, készült 300 példányban
47. Magyar kisgrafika 1964. 20 lapos mappa, a X. krakkói ex libris világkongresszus résztvevői számára ajándékozta a Magyar Kisgrafika Barátok Köre, készült 200 számozott példányban
48. Magyar kisgrafika 1966. mappa, Mai magyar grafika a XI. hamburgi ex libris világkongresszusra készült ajándékmappa, 20 db fa- és linometszet, 21x30 cm, 8p, 29 cm fotó: Vörös Iván, kiadó: Kisgrafika Barátok Köre, Zrinyi nyomda, készült 300 példányban
49. Magyar Képzőművészeti Főiskola tanácsülések 1952-1953, 1953-1954, jegyzőkönyv 1952. 09. 19. jegyzőkönyv
50. Mikó Árpád – Sinkó Katalin: Történelem- kép, szemelvények múlt és művészet kapcsolatáról, mappa és szerző. Gacs Gábor: Csongrád megye, a Magyar Nemzeti Galéria Kiadványai 2000/3.
51. Kincskereső irodalmi folyóirat gyerekeknek, a Magyar Úttörők Szövetségének irodalmi, művészeti, kulturális folyóirata, 1980. október, VII. évf. 7. szám, Csongrád megyei Lapkiadó Vállalat, Szegedi Nyomda, Gacs Gábor 29 rajzával, ebből 13 színes
52. A Kisgrafika Barátok Köre jubileumi évkönyve 1959-1969, Budapest 1969, Kner nyomda, 16x24 cm
53. Kisgrafika értesítő 1967 május, 14x20 cm
54. Kisgrafika, 2019. 58. évf. 1. szám, 60 éve történt... A kisgrafika Barátok Köre megalakulása (1959) a korabeli források tükrében
55. Fodor József grafikus kiállítása, lektor: Kurucz D. István, Gacs Gábor, Demény Miklós, 15 oldal, 19x14 cm, kiállítási katalógus, fekete-fehér fotókkal, készítette: Égető János, szegedi nyomdaipari vállalat hódmezővásárhelyi üzeme, 1964
56. Napjaink 1981. 20. évf. 8. szám, Gacs Gábor rajzai
57. Népszabadság 1964. október 13, XI. őszi tárlat Hódmezővásárhelyen
58. Magyar Nemzet 1964. október 11. Hódmezővásárhelyen nyílik a XI. őszi tárlat
59. Új ember 2012. 07. 15. 67. évf. 55. szám
60. Új hang 1956. 5. évf. 2. szám
61. Új hang repertórium 1952–1956. Debrecen, 1980
62. Új Írás repertórium 1961–1973
63. Új Írás 1966. január – június 6. évf. 1-6 szám (Gacs Gábor hárman, rézkarcai, litográfiái)
64. Új Írás 1966. 07. 01. 6. évf. 7. száma, "Néhány ismertető Gacs Gábor művészetéről" Borító: 1. Műteremsarok, 2. Férfiak emléke, 3. Udvari bolond, 4. Vándor; Mellékletek: 1. Család 2. Szkopje, 3. Háború, 4. Várúrnő, 5. Hárman
65. Új írás 1980. 05. 01. 20. évf. 5. szám
66. Új Nógrád 1990. 11. 10., 1. évf., 187. szám: Czinke Ferenc tihanyi képei Tihanyban és Miskolcon
67. Új tükör 1976. 10. 26. 13. évf. 43, szám
68. Új Tükör, 1982. október 3., 19. évf. 40. szám: Fecske Csaba: Gacs Gábor grafikái (Gacs Gábor önálló kiállítása a Csepeli galériában Budapesten)
69. Országos Széchényi Könyvtár évkönyve 1968-1969. felelős szerkesztő: Derzsényi Béla, Budapest 1971. szovjet exlibris 1917-1969. Fordította: Tardy Lajos, házi sokszorosítás (Gacs Gábor emlék exlibrise, két színnyomású linó)
70. Somogyi Néplap, 1959. 08. 05. 16. évf. 182. szám: Kihirdették a VII. VIT kulturális versenyeink eredményeit (képzőművészet 3. díj, bronzérem: Gacs Gábor: Tájkép, akvarell)
71. Somogyi Néplap, 1967. 06. 11., 24. évf., 137. sz. Láncz Sándor: Mai magyar grafika
72. Szabolcs-Szatmári Szemle 1967. 2. szám 93. oldal: Gacs Gábor Háború, litográfia, illusztráció
73. Szín, 2015. dec., 20. évf. 60. szám, Pintér Zsuzsánna: A pestújhelyi napok a kezdetektől máig
74. Az Ernst Múzeum kiállításai 1947-1954
75. A Nemzeti Szalon kiállításának katalógusai 1958-1960 (A 180 éves Képző-és Iparművészeti Gimnázium kiállítása, 1959)
76. Antológia, Praha Mlada Fronta, 1984. 243 p., 17 cm
77. A Petőfi Irodalmi Múzeum évkönyve, 1959. szerkesztő: Vargha Balázs, kiadó: Petőfi Irodalmi Múzeum – Képzőművészeti Alap, 1959. Gacs Gábor. Juhász Gyula illusztráció: Dózsa feje
78. Madár Lajos: Magyar irodalmi antológiák és gyűjtemények, Keresztúry véndiákok elbeszélése Madárúton (Petőfi Irodalmi Múzeum Füzetei sorozat 19-22., Budapest, 1986)
79. Madár Lajos: Magyar irodalmi antológiák és gyűjtemények, mai magyar elbeszélések – Naggyá lenni (Petőfi Irodalmi Múzeum Füzetei sorozat 27-30., Budapest, 1988)
80. Cakó Ferenc: Filmversek felvillanyozásra (2001)
81. Csengeryné Nagy Zsuzsa dr. – Doroghyné Fehér Zsuzsa szerk.: A Magyar Nemzeti Galéria évkönyve 2. szám, kiadó: MNG Budapest, 1974
82. Nógrád megyei múzeumok évkönyve V. évfolyam 25., "Kondor iskola", szerkesztette: Domonkos Alajos, kiadó: Nógrád megyei múzeumok igazgatósága, Nógrád megyei nyomdaipari vállalat, 1979. készült 500 példányban
83. Nógrád megyei múzeumok évkönyve XIX., szerkesztette Bagyinkszky Istvánné – dr. Matsis Ferenc, kiadó: Nógrád megyei múzeumok igazgatósága, Salgótarján, 2005
84. Nógrád 1965. 09. 24., 21. évf., 225. szám: Erdős István: Nézzétek meg ezt a gazdagságot! X. Országos képzőművészeti kiállítás
85. Nógrád 1974. 09. 24. 223. szám, Grafikai hét (Salgótarjánban)
86. Nógrád 1974. 10. 04. 232. szám, Tóth Elemér: A grafikai hétfő
87. Nógrád 1978. 05. 18. 34. évf. 115. szám, Grafikai hét, 1978
88. Nógrád 1979. 10. 28., 35. évf., 253. szám: Losonci Miklós: A kölesdi példa
89. Nógrád 1981. 03. 15. 37. évf. 63. szám, T. Pataki László: A pásztói "Csohány-szori"
90. Nógrád 1981.04. 03. 26., 37. évf. 72. szám: Laluja András és Gacs Gábor kiállítása Rétságon
91. Nógrád, 1981. 06. 13., 37. évf. 137 szám, "L. M.": Képzőművészet a középiskolákban
92. Nógrád, 1981. 08. 02. 37 év. 180. szám: Tóth Elemér: Nemzetközi művésztelep Salgótarján (VII.) Lenkey Zoltán
93. Nógrád 1989. 07. 19., 45. évf. 168. szám: Mátraalmás, a nemzetközi művésztelep vendégei X. Antal András
94. Nógrád megyei Hírlap, 1992. 06. 27., Szelvényes bélyeg
95. Nógrádi Népújság, 1960. 04. 08. 16. évf., 29. szám, Orosz Béla: Jól ismert mindennapjaink művészi tolmácsolása, a Műcsarnok kiállítása az acélgyár művelődési otthonában (Salgótarján, felszabadulási grafikai kiállítás)
96. A debreceni Déri múzeum kiadványai LXXII., A debreceni Déri Múzeum évkönyve 1995-1996. szerkesztette: Módy György közreműködésével Sz. Máthé Márta és Selmeczi László
97. Alföld repertórium 1959–1969 (1972)
98. Alföld 1964. 4. szám, Szíj Rezső Gacs Gábor, Gacs Gábor a svájci (luganoi) grafikai biennálén 1000 frankos díjban részesült
99. Alföld 1964. 14. szám
100. Alföld 1964. 18. szám
101. Alföld 1964. 96. szám
102. Alföld 1966. 6. szám
103. Alföld 1971. 1. szám
104. Az üveghatáron túl, nol.hu, archívum
105. Petőfi Irodalmi múzeum évkönyve, 1959, szerkesztette: Vargha Balázs, kiadó PIM – Magyar Képzőművészeti Alap, Budapest 1959 (Gacs Gábor: Juhász Gyula: Dózsa feje, 1958)
106. Janus Pannonius Múzeum évkönyve XIII. 1968. szerkesztette: Danó Imre közreműködésével dr. Mándoki László, kiadó: Janus Pannonius Múzeum, Somogy megyei nyomdaipari vállalat Kaposvár, Pécs 1971. készült 600 példányban, Romváry Ferenc: A modern magyar képzőművészet története, új szerzemények
107. Gacs Gábor (7 rézkarc) országos nonprofit online grafikai közösség, rezkarcfitness.blogspot.com, 2010/12.
108. Tanulmányok Debrecen és a megye felszabadításának 40. évfordulója tiszteletére szerkesztette: Gazda László, a Hajdú-Bihar megyei múzeumok közlönyei 43., Debrecen 1985.
109. Békés megyei múzeumok közlönyei 21. szerkesztő és kiadó: dr. Grin Igor, nyomda Kapitális Bt. Debrecen, Békéscsaba, 2000. készült 500 példányban
110. Békés megyei Népújság, 1965. 08. 07. 20. évf., 292. szám, Gacs Gábor Munkácsy díjas kiállítása a Gyulai Múzeumban
111. Békés megyei Népújság, 1967. 12. 10., 22. évf. 292. szám, Galambos Ferenc: Intergraphik '67 a Műcsarnokban
112. Békés megyei Népújság, 1969. 03. 16., 4. évf., 63. szám, "b." Forradalomról – forradalomra, kiállítás a Tanácsköztársaság történetéből
113. Békés megyei Népújság, 1974. 04. 03., 29. évf. 78. szám, Gacs Gábor volt hétfőn (ápr. 1.) a Tízek Klubjának vendége az Ifjúsági Házban, képünkön a kiállításának házigazdájával, Lipták Pál könyvtár igazgatóval a megnyitón (fotó: Balogh)
114. Békés megyei Népújság, 1976. 12. 05., 31. évf. 288 szám, Sass Ervin: A Bessenyei-házban Szarvason
115. Békés megyei Népújság, 1983. 11. 06., 38. évf. 263. szám, Köröstáj kulturális melléklet, Gacs Gábor rajza
116. Békés megyei Hírlap, 2005. 01. 05., 60 évf. 3. szám: E napon született Gacs Gábor
117. Budapest történetének bibliográfiája 1982. Kiadó: Fővárosi Szabó Ervin Könyvtár, Budapest, 1984, készült 500 példányban
118. Budapest Galéria 2001-2001. kiadó: Budapesti Történeti Múzeum, 2013
119. East European accessionslet The library of congress, Washington, 1957. január, Vol. 6., No. 1.
120. E. Benezit: Dictionnaire critique et documentaira des peintres sculpteurs dessinateurs et graveurs 4. Bud-gill
121. Élet és irodalom, 1960. 4. évf. 16. szám (Gacs Gábor rajza)
122. Élet- és Irodalom, 1965. 9. évf. 10. szám,Frank János: Kiállítási tárlat (Gacs Gábor és Deák László kiállítása az Ernst Múzeumban)
123. Élet és Irodalom, 1974. 18. évf., 7. szám, Frank János, bemutatjuk Gacs Gábor Grafikáit (Képek: 1. Juhász Gyula illusztráció, rézkarc, 2. Kompozíció négy fejjel, rézkarc 3. Fejek rézkarc 4. Vázlat lemezlitográfia, 5. Vázlatok, lemezlitográfia 6. Akt rézkarc 7. Festő és modell rézkarc 8. Dürrenmatt-illusztráció, rézkarc 9. Vándorok rézkarc 10. illusztrációk
124. Élet és Irodalom, 1974. 18 évf. 14. szám: Gacs Gábor a felszabadulás emlékére
125. Kákóczki András-Vámosi Katalin: Lenkey Zoltán (1936-1983), Miskolc, 2014
126. Mikó Árpád-Simkó Katalin: Történelem-kép, szemelvények múlt és művészet kapcsolatáról Magyarországon MNG kiadványai 2000/3.
127. Révész Emese: ""Remélem nem vagyok modern" – Kondor Béláról töredékekben (Art Magazin, 15. évf. 4./96. szám, 2017)
128. Irodalmi Szemle, 1968./9. XI. száma, Gacs Gábor: Juhász Gyula: Haladék illusztráció, vegyes technika, lino, 1967. és Kompozíció
129. Irodalmi Szemle 1965. 9. száma, Gacs Gábor: Fák, szénrajz
130. Szíj Rezső: Gacs Gábor, Alföld, 15., 1964., 4. p., 374.
131. Küzdelmes évszázad, főszerkesztő: Vass Henrik, szerkesztő: Sipos Péter, Budapest, 1975. Zrinyi nyomda
132. Pest megyei Hírlap 1965. 03. 26., 9. évf. 72. szám, Kiállítások
133. Pest megyei Hírlap, 1965. 03. 28. 9. évf. 74. szám, Megnyílt Gacs Gábor és Deák László kiállítása az Ernst múzeumban
134. Pest megyei hírlap, 1969. 03. 09., 13. évf., 57. szám, "b": Forradalomról – forradalomra
135. Pest megyei Hírlap, 1969. 09. 06. 13. évf., 206. szám, Berkovits György: A galériák művészete
136. Pest megyei Hírlap 1972. 05. 18. 16. évf. 115. szám: Losonci Miklós: Jegyzetek a szigetszentmiklósi kiállításról – Duna, buckák, gyár, emberek
137. Pest megyei Hírlap, 1974. október 2., 18. évf. 230. szám: Losonci Miklós: Rajzművészetünk élvonala (az országos grafikai hétről IX. 26. – október 5. között)
138. Pest megyei hírlap 1974. 07. 02., 18. évf., 152. szám: Losonci Miklós: Vita egy Pest megyei kezdeményezésről, a művészi nevelés nagy lehetősége
139. Pest megyei Hírlap 1975. 04. 03. 19. évf. 78. szám, Irodalmi és művészeti díjak, Gacs Gábor grafikus művész Munkácsy díj I. fokozat
140. Pest megyei Hírlap, 1975. 12. 23., 19. évf., 300. szám: Losonci Miklós: VIII. országos grafikai biennálé
141. Pest megyei Hírlap 1977. 04. 14., 21. évf. 86. szám, P. P.: Kiállítással kezdődött, művészeti hetek Százhalombattán
142. Pest megyei Hírlap, 1977. 08. 30., 21. évf. 203. szám, Vác Madách Imre Művelődési Központ, Gacs Gábor kiállítása
143. Pest megyei Hírlap, 1977. 09. 02. 21. évf. 206. szám: Vác, Madách Imre Kulturális Központ: Gacs Gábor kiállítása, Papp László cikke. Diplomaosztó ünnepély – Eszperantó napok, kiállítások, tanfolyamok
144. Pest megyei Hírlap 1977. 09. 03. 21. évf. 207. szám: Kiállítás
145. Pest megyei Hírlap, 1977. 09. 03., 21. évf. 207. szám, Kiállítások (Gacs Gábor)
146. Pest megyei Hírlap, 1977. 09. 24., 21 évf. 225. szám, Ady kiállítás Moszkvában és Weimarban
147. Pest megyei hírlap, 1977. 11. 10. 21. évf. 264. szám, Igényes kivitel – huszonnégyféle képes naptár 1978-ra
148. Pest megyei Hírlap, 1979. 02. 17., 23. évf., 40. szám: Tárlatok, Konyorcsik János és Gacs Gábor kiállítása Vácon
149. Pest megyei Hírlap, 1979. 02. 04. 23. évf. 46. szám: Gacs Gábor és Konyorcsik János kiállítása Vácon
150. Pest megyei Hírlap, 1979. február 27., 23. évf., 48. szám, Madách Galéria – Teknős Erzsébet: Önálló életet élnek, Konyorcsik János és Gacs Gábor kiállítása
151. Pest megyei Hírlap, 1979. február 28., 23. évf. 49. szám: Losonci Miklós: Szobrok és vásznak, kiállítások Vácott, Gacs Gábor grafikái, Konyorcsik János szobrai, Szűts Miklós festményei, illusztráció: Gacs Gábor: Koncert
152. Pest megyei Hírlap, 1979. 03. 03., 23. évf. 52. szám, Kiállítások
153. Pest megyei Hírlap, 1980. 07. 19., 24. évf., 168. Kiállítás Nagymaroson (Gacs Gábor, Konyorcsik július 20-tól)
154. Pest megyei Hírlap, 1988. 05. 04., 32. évf., 105 szám: Losonci Miklós: Művészeti élet Szigetszentmiklóson – Ez a táj volt az ihletőjük
155. Pest megyei Hírlap, 1988. 10. 20., 32. évf., 251. szám Losonci Miklós: Régi és mai alkotók, szigetszentmiklósi művészek
156. Pest megyei Hírlap, 1992. 06. 29., 36. évf. 152. szám: Új bélyeg
157. Pest megyei Napló, 1992., 36. évf., 152. szám, Szent Margit és Boldog Kinga emlékére
158. Petőfi Népe, 1992. 06. 29., 4. évf. 152. sz., Hírek: Szent Margit és Boldog Kinga emlékbélyeg
159. Petőfi Népe, 1967. 09. 21., 22. évf., 223. szám. Két grafikus a kecskeméti munkásmozgalomról
160. A Petőfi Irodalmi Múzeum Évkönyve 1959, szerkesztő: Varga Balázs, kiadó: Petőfi Irodalmi Múzeum – Képzőművészeti Alap, Budapest 1959. Keresztúry Dezső: Egy nagy költő emlékezete (Gacs Gábor: Juhász Gyula: Dózsa feje, illusztráció), Magyar költészet – mai magyar grafika
161. Révész Emese művészettörténész: Magyar grafika 1945-1961. megjelent: 2018. november 25. (Révész Emese honlapján)
162. Révész Emese művészettörténész: Mai magyar grafika, 1968. grafikai konferencia, Miskolc, 2015. In. A lemez, B oldal (Révész Emese honlapja)
163. Révész Emese művészettörténész: Szocialista, realista grafika, 2018. november
164. Rézkarcok a bányaipar fejlődéséről, grafikai album, 23 kép, mappa: 29x42 cm, rajzok: kb. 19x29 cm, a lapok hátoldalán sorszám bélyegző, "művészileg ellenőrizve" bélyegző, fogyasztói ára: 87 forint, a képek előtt hártyapapíron a kép tárgya, címe, öt nyelven, Képcsarnok Kiadó Vállalat, 1964. készült kb. 150 példányban (22. számú grafika: Gacs Gábor: Sárisápi XX. akna, 19x29,5 cm, 1964)
165. Szigorúan ellenőrzött nyomatok, a magyar sokszorosított grafika 1945-1961 között, szerkesztette: Pataki Gábor, Miskolci Galéria, 2018
166. Szabad művészet 1954. 01. 01. 8. évf. 1. szám
167. Szabad művészet, 1954. 07. 01. 8. évf. 4. szám
168. Szabad művészet 1955. 02. 01. 9. évf. 2. szám
169. Szabad Művészet 1955. 10. 01. 9. évf. 10. szám
170. Szabad művészet 1955. 11. 01. 9. évf. 11. szám
171. Szabad művészet 1956. 09. 01. 10. évf. 9. szám
172. Szabad nép 1955. 08. 24. 13. évf. 233. szám
173. Szabad nép 1956. 08. 30. 14. évf. 241. szám
174. Szabad nép 1956. 10. 21. 14. évf. 293. szám
175. Szolnok megyeri Néplap repertóriuma, irodalmi – művészeti oldalpár 1977-1985, Szolnok 1990, Fejér megyei könyvtár sokszorosította, készült 200 példányban
176. Fiatal március, szerkesztette: N. Ujvári Magda, Képzőművészeti Alap Kiadóvállalata, Budapest, 1969. 20 oldal, 48x34 cm, fekete-fehér és színes reprodukciókkal (Gacs Gábor: Béke I.)
177. Forrás, 1980. 12. évf., 1. sz., Gacs Gábor: Juhász Gyula: Ofélia, illusztráció
178. Tájoló – képzőművészek iparművészek és művészeti dolgozók szakszervezete, Budapest, 1985
179. Tiszatáj 1965. április, XIX. évf.Körner Éva: Stúdió 64, a fiatal képzőművészek budapesti kiállításáról
180. Tiszatáj 1965. december XIX. évf Körner Éva: A X. magyar képzőművészeti kiállításról
181. Tiszatáj, Irodalmi és kulturális folyóirat, XX. évf. 1-2. szám, 1966. január-december, szerkesztette: Andrássy Lajos, Csongrád megyei lapkiadó vállalat, Szeged, 1966. 1073 oldal, fekete-fehér fotókkal, Akácz László: A XIII. vásárhelyi őszi tárlatról (Gacs Gábor: Emlék, litográfia, 1052. oldal)
182. Tiszatáj 1967 október, XXI. évf. D. Fehér Zsuzsa. A szegedi nyári tárlatól
183. Tiszatáj 1968. december XXII. évf. Szabó Endre: Képzőművészeti napló, igazolt reménységek
184. Tiszatáj 1970. XXIV. év. Gacs Gábor: Forradalom c. grafikája
185. Tiszatáj 1947-1971, Repertórium, összeállító: Reguli Ernő, Szeged, 1973 (Gacs Gábor Műterem, 1961. Emlék 1966. Férfi kaszával 1960. Forradalom 1970. Önarckép 1961. Pályamunkás 1961. Tanyaudvar, 1961)
186. Tiszatáj 1979. november XXXIII. évf.
187. Tiszatáj, 1980. január, XXXV. évf., Műterem látogatás Végvári Gyulánál
188. Tiszatáj, 2006. október, LX. évfolyam, Kruzslitz István: Képzőművészek a mártélyi Tisza-parton
189. Tolna megyei Népújság 1979. 12. 13. 29. évf. 291. szám: Losonci Miklós: A kölesdi példa
190. Tolnai megyei Népújság, 1992. 06. 27., 3. évf. 151. szám, Szelvényes bélyeg Szent Margit és Boldog Kinga emlékére
191. Tükör 1975. 02. 04. 2. évf. 5. szám
192. Művészet 1958. 09. 01. 1 évf. 6 szám
193. Művészet, a Magyar Képzőművészek Szövetségének folyóirata-III. 1-2. szám, Képzőművészeti Alap Kiadóvállalata, Budapest, 1962. 576 oldal, fekete-fehér reprodukciókkal illusztrálva (Gacs Gábor: Tanyaudvar VIII.)
194. Művészet 1963, 10. szám 27-28., Szíj Rezső: Gacs Gábor (Dürrenmatt illusztráció, Portré vázlat, Nagymaros, Fák tehenekkel)
195. Művészet 1968. 02. 03. IX. évf. Kovács Gy. XIV. vásárhelyi őszi tárlat
196. Észak-Magyarország, 1974. 07. 07. 209. szám: Hír Gacs Gábor szeptember 13-tól október 31-ig nyitva tartó önálló, miskolci kiállításáról
197. Észak-Magyarország, 1974. 09. 13. 214. szám, a Magyar Rádió miskolci stúdiójának műsora, 09. 03. 18.00 óra: Gacs Gábor grafikusművész kiállításán
198. Észak-Magyarország, 1974. 09. 14., 215. szám: Csutorás Annamária: Gacs Gábor lapjai
199. Észak-Magyarország, 1992. 03. 20., 48. év. 68. szám, Bélyeghír
200. Debreceni Déri Múzeum évkönyve 1983-1984. Debrecen, 1985
201. Debreceni Déri Múzeum évkönyve 1995-1996. a Debreceni Déri múzeum kiadványai, LXXII., Debrecen, 1998
202. Délmagyarország, 1967. 07. 23., 57. évf. 172. sz. Tizenöt rézkarc Szegedről, A Képcsarnok újdonságai az ünnepi hetekre
203. Délmagyarország, 1967. 08. 02., 57. évf. 180. sz. Dömötör János: nyári tárlat Szegeden
204. Délmagyarország 1967. 10. 11., 57. évf. 240. sz., Szeleti Zoltán: Őszi tárlat vásárhelyen
205. Dél-Magyarország, 1975. 07. 22., 65. évf. 170. szám. Tandi Lajos: "A tizenhatodik" (XVI. szegedi nyári tárlat)
206. Déli Hírlap 1974. 07. 06. 157. szán. Kiállítás: Gacs Gábor grafikái
207. Déli Hírlap 1974. 09. 28. VI. évf. 228. szám: Kiállítások (Gacs Gábor grafikái, Miskolc József Attila klubkönyvtári)
208. Déli Hírlap 1975. 12. 09. 7. évf. 288. szám: Papp Lajos: Ceruzasorok a VIII. grafikai biennálé vendégkönyvébe
209. Déli Hírlap, 1992. 03. 10., 24. évf., 69. sz. R. I.: Bélyeggyűjtés
210. Heves megyei Hírlap, 1992. 06. 27., 151. sz., Szelvényes bélyeg
211. Hevesi Szemle, 1976. 3. szám, Galambos Ferenc: A XX. századi magyar ex libris
212. Hevesi Szemle 1985. 13. évf. 5. szám: Pogány Ö. Gábor: Képzőművészet – vizuális kultúra
213. Hevesi Szemle 1985. 13. évf. 1. szám, Moldvay Győző: Eroica, Jegyzetek a 75 éve született Kohán Györgyről
214. Horváth György művészettörténész: Fejezetek a Képzőművészeti Alap történetéről, a tavaszi tárlat és a "három T" dokumentumok tükrében)
215. Hódmezővásárhelyi Szerelmei Társaság évkönyve 2007. Hódmezővásárhely, 2008. Adattár – Dömötör János. A vásárhelyi őszi tárlatok plakettel, díjjal, munkajutalommal elismert művészei 1954-2007.
216. Jelenkor 1959. 10. 01., 2. évf. 5. szám: Gacs Gábor József Attila illusztráció
217. Jelenkor 1962. 08. 01., 5. évf. 4. szám: Lehőcz Mária: A IX. magyar képzőművészeti kiállításról
218. Jelenkor 1968. 09. 01., 11. évf. 9. szám: Heitler László kiállítási napló
219. Jelenkor 1970. 01. 01., 20. évf. 1. szám
220. Jelenkor 1973. 03. 01., 16. évf. 3. szám: Dévényi Iván: képzőművészeti könyvszemle
221. Jelenkor 1977. 01. 01., 20. évf. 1. szám: Láncz Sándor: képzőművészeti krónika
222. 24 óra, 1992. 16. 27., 3. évf., 151. szám, Emlékbélyegek
223. Endre Ady ausstellung, Weimar, Goethe National Museum, szervező: Petőfi Irodalmi Múzeum, 1977
224. Literatische Austellungen von 19494-1985 Budesrepublik, Deutscheland
225. Ungarische Kunst der Gegenwart, Musaum Folkwang Essen 1968. kiadó: Verrlak, 1968
226. Ungarische graphik eine austellung der stadt kiel, 1969. jún. 22–júl 13., Kieder voche, 1969, szerző: Magdalena Supka, kiadó: Stadt Kiel, 1969., 60 oldal
227. Valóság repertórium 1958. december – 1994. március
228. Váci Hírlap, 1980. 04. 06., 24. évf. 81. szám: Péter Pál: Irodalmi estek kiállítások (Nagymaros, Gacs Gábor, Konyorcsik János)
229. Váci Hírlap, 1980. 07. 04., 24. évf. 155. szám: A nagymarosi művelődési házban – kiállítások és bemutató, több száz látogató
230. Vitályos László-Orosz László: Ady bibliográfia 1896-1970. Ady Endre önállóan megjelent művei és az Ady-irodalom, MTAK, 1972
231. Vitályos László – Orosz László: Ady bibliográfia 1896-1977. MTAK közleményei, Budapest, 1980
232. Vlasovane démantu sest portrétu madarskyh líriku povelacne generale) vybral a usporadal Milan Navrati prekl. Vadav Danek, Milan Navrati, il. Gábor Gacs et. al Praha Mlada fronta, 1984. 243. p. 17 cm
233. VI. balatoni kisgrafikai Biennálé, Tihany, 1979
234. VIII. országos képzőművészeti kiállítás, Miskolc, 1964 (Gacs Gábor: Csendélet, József Attila illusztráció, Olasz táj, Öregek, Szobabelső)
235. XII. Vásárhelyi őszi tárlat, 1965. Hódmezővásárhely (Gacs Gábor: Vízhordó, Dózsa, Téli nap, Egyedül, Virágok)

## Rádió- és televíziós műsorok
1. Magyar Rádió miskolci stúdiójának műsora, 1974. 09. 13. 18.00 óra: Gacs Gábor grafikusművész kiállításán

## Múzeumok, könyvtárak tulajdonában lévő alkotásai
1. Tornyai János Múzeum (Hódmezővásárhely)
1. Tanya kazlakkal (leltári szám: 57.26.1)
2. Tanya (leltári szám: 58.60.1)
3. Magányos tanya (leltári szám: 58.61.1)
4. Temető mellett (leltári szám: 58.62.1)
5. Tanulmányok 1955. VIII. (leltári szám: 58.64.1-2.9
6. Ülő paraszt 1955. VIII. (leltári szám: 58.80.1)
7. Parasztfej 1955. VIII. (leltári szám: 58.83.1)
8. Parasztfej 1955. VIII. (leltári szám: 58.84.1)
9. Hódmezővásárhelyi paraszt (leltári szám: 58.132.1)
10. Tanya kazlakkal (leltári szám: 59.157.1)
11. Tanyaudvar (leltári szám: 93.1.42)

2. Rippl Rónai Múzeum képzőművészeti gyűjtemény (Kaposvár)
1. Műteremben, rézkarc 1964, 17,5x23,3 cm (leltári szám: 73.06.033)

3. Vajai Múzeum Képtára (Vaja)
1. A Szabolcs-Szatmári Szemle 1967. 2. számában megjelent "Háború" című képét és illusztrációját a múzeumnak adományozta
2. Háború
3. Don Quijote

4. Magyar Nemzeti Galéria (Budapest)
1. 14 grafikai lap

5. Janus Pannonius Múzeum (Pécs)
1. Gacs Gábor, Kerti Károly, Szász Endre összesen 5 grafikai lap (a Művelődési Minisztérium törzsanyagából 1967 körül)

6. Déri Múzeum képzőművészeti gyűjtemény (Debrecen)
1. 1983 a Képző-és Iparművészeti lektorátustól 50 grafika, köztük Gacs Gábor

7. Türr István Múzeum (Baja)
1. Földosztás rézkarc (leltári szám: K 73.8.31)
2. Istállóépítés rézkarc (leltári szám: K 72.3.35)

8. Thorma János Múzeum (Kiskunhalas)
1. A nemzeti dal nyomdai előkészítése 1848. március 15., rézkarc, 29x41 cm (leltári száma: 99.34.9)

9. Herman Ottó Múzeum (Miskolc)
10. Petőfi Irodalmi Múzeum (Budapest)
1. Borbás Tibor és Gacs Gábor kiállítása Hódmezővásárhely Tornyai János Múzeum, 1968. augusztus 1., meghívó, kisnyomtatvány, 1 lap, 15x11 cm, Váci Mihály hagyaték, dedikáció: "üdvözöl: Gacs Gábor" (raktári szám: 8446)
2. Ady Endre portré, rézkarc, 420x593 mm, 1976 (raktári szám: 77.93.1)
3. Ady Endre portré, rézkarc, 590x420 mm, 1976 (raktári szám: 77.93.2)
4. Ady: Az elhagyott kalózhajók, illusztráció II. változat, színes rézkarc, 378x482 mm (raktári szám: 77.36.2)
5. Ady illusztráció/Az elhagyott kalózhajók, akvatinta, 1977. 375x480 mm (raktári szám: 77.36.1)
6. Juhász Gyula: A munka, illusztráció, tus-tempera, 1958. 230x240 mm (raktári szám: 64.1463.1)
7. Juhász Gyula: Dózsa feje, illusztráció, tus-akvarell, 230x120 mm (raktári szám: 64.1464.1)
8. Tímár Máté arcképe, pasztell (raktári szám: 63.1449.19
9. Tóth Árpád: Körúti hajnal, illusztráció, gouache (raktári szám: 63.1328.1)
10. Tímár Máté: Majoros Ádám krónikája, Gondolat Kiadó, 1958, Franklin nyomda, Gacs Gábor illusztrációival, Tímár Máté által dedikált, Tamási Áron hagyatéka (raktári szám: 2016.1567.1)
11. Tímár Máté: Majoros Ádám krónikája, Gondolat Kiadó, 1958, Franklin nyomda, Gacs Gábor illusztrációival (raktári szám: B.44.691)
12. Endre Ady pesznyiki i revolucionar (költő és forradalmár kiállítás, Belgrád, 1978. február, meghívó: 4. l., 10x20 cm (kisnyomtatvány, szakanyag, leltári száma: Any.78.92)

11. Országos Széchenyi Könyvtár (Budapest)
1. Köteles István: Gacs Gábor, 4p. ill. 22,5 cm, 1973
2. Magyar kisgrafika 1964. 11p, 20 t/fol, 30x22 cm, készült 200 számozott példányban
3. Tizenkét rézkarc, Gacs Gábor rézkarcai, Budapest 1963. kiadó: Kisgrafika Barátok Köre, 12 oldal, 14x21 cm, 100 számozott példányban, sajátkezű aláírásokkal
4. - 7. 4 db kiállítási katalógus (1968, Hódmezővásárhely, 1974. Miskolc; 1977. Vác, 1979. Vác)

8 – 138. Kb. 130 db grafikai lap 
12. Fővárosi Szabó Ervin Könyvtár (Budapest)
1. Kövér Margó, rézkarc, 185x244 mm, 1969
2. Államosítják a gyárat, rézkarc, 293x398 mm, 196?
3. Dózsa, rézkarc, 242x190 cm
4. Éljen a "szabad május 1.", rézkarc, 190x296 mm, 1967
5. Elkezdődött a Vígszínház újjáépítése, rézkarc, 292x398 mm, 1967
6. Emberekről, rézkarc, 170x297 mm, 1970
7. József Attila illusztráció 165x127 cm, 1966
8. Ketten, rézkarc, 123x192 mm, 1966
9. Kodály népe, rézkarc, 310x220 mm, 1969.?13. Békés megyei Könyvtár (Békéscsaba)
10. Fiú születik, rézkarc, 150x200 mm, 1967
11. Hortobágy, vasmaratás, vaskarc, 304x509 cm, 1972
12. Tiszai táj, vaskarc, 289x394 cm, 1970

13. Debreceni Egyetemi és Nemzeti Könyvtár (Debrecen)
1. Aratók, rézkarc, 160x135 mm, 1964
2. Fiú születik, rézkarc, 149x197 mm, 1967

14. Békés megyei könyvtár (Békéscsaba)
1. Kegyetlen háború, vizuális dok., 15x19 cm, 1986
2. Kert asztallal, vizuális dok., 29x41 cm
3. Bohóc, vizuális dok., 28,5x37 cm, 1986
4. Farsang, vizuális dok., 31,5x41,5 cm, 1986
5. Fekete ruhás nő, vizuális dok., 45x30 cm, 1986
6. Dózsa rézkarc, vizuális dok, 24x18,7 cm, 1986
7. Takarítónő, rézkarc, vizuális dok., 29x44,5 1986
8. Udvari bolond, vizuális dok., 28,5x22 cm, 1986
9. Egy vándor arca, vizuális dok., 29,8x28 cm, 1986

15. Pécsi tudomány egyetemi könyvtár és tudásközpont (Pécs)
1. Magyar kisgrafika, 1966. mappa, Mai magyar grafika XI. hamburgi ex libris világkongresszusra készült magyar ajándékmappa fa- és linometszet anyaga, Írta Galambos Ferenc, Budapest Kisgrafika Barátok Köre, Zrinyi nyomda, 8p, 29 cm, 21x30 cm, készült 300 példányban, fotó: Vörös Iván (3 példány)

16. Krúdy Gyula Városi Könyvtár (Várpalota)
1. Művészet 10. sz., 1963. Szíj Rezső: Gacs Gábor

17. Magyar Képzőművészeti Egyetem és Könyvtára (Budapest)
1. Borbás Borbás Tibor és Gacs Gábor kiállítása, Hódmezővásárhely, Tornyai János Múzeum, 1968. Katalógus: Hódmezővásárhelyi SZNY üzem, 16. p., ill. ff. 19 cm (Könyvtár leltári száma: 22679, olvasótermi anyag)
2. Gacs Gábor, Schaár Erzsébet, Szalay Ferenc kiállítása, Bécs, Collegium Hungaricum, 1966. nov. 24. – dec. 18., katalógus a művészek életrajzi adataival, 31x20 cm, 1966. Budapest Zenemű Nyomda
3. Gacs Gábor grafikusművész és Deák Ferenc szobrászművész kiállítása, Ernst Múzeum, 1965. katalógus: tervezte: Zala Tibor, 20 p. ill 19 cm, Ernst Múzeum, Budapest 1965 (könyvtár leltári száma: 21697, olvasótermi anyag)
4. Gacs Gábor és Szemerédy Miklós grafikusművészek kiállítása, Fényes Adolf terem, 1856. 08. 10. – 09. 02., katalógus: bevezető: Cseh Miklós, leporello, 21 cm, Budapest Egyetemi Nyomda, 1956 (könyvtár leltári száma: Z.9590, olvasótermi anyag)
5. Gacs Gábor: Dürrenmatt: A kutya, illusztráció, grafika, 1973. 200x150/500x400 mm (egyetemi raktári száma: 6933)
6. Gacs Gábor: Menekülők, színes szitanyomat, 1989. 596x600 mm (egyetemi műtárgy raktár, leltári száma: 4643)
7. 14 festő, szobrász, grafikus kiállítása, Veszprém, 1967. augusztus, katalógus 20 p. ill. ff.19 cm (egyetemi könyvtár, leltári száma: 23126)
8. Palotai Kincsőr, előszó: Feledy Balázs, szerkesztő: Ferk Ilona, Polyák Edit, Tóth Lajos, fordította: Gellei Annamária, 2004. Budapest Csokonai Művelődési ház, magyar-angol, 85 p. főként színes, 23x18 cm (könyvtár leltári száma: 212979)
9. 100 grafikus – 100 kortárs művész 2007. mappa, az egyetemen 2007-ben megrendezett kiállítás anyagából, 60 változó méretű lap (benne Gacs Gábor: Menekülők) – leltári száma: 4623-4684

18. Ady Galéria, Ráckeve Ady Endre Gimnázium (Ráckeve)
1. 1974. szeptemberében adományozott 10 műtárgy, köztük Gacs Gábor ismeretlen műve is

19. Móra Ferenc Múzeum Képtára (Szeged)
1. Istálló, szén, akvarell, 43x61 cm
2. Gyárudvar, szén, akvarell
3. Férfiak emléke
4. Kompozíció Juhász Gyula illusztrációira

20. Szegedi Múzeum Képtára (Szeged)
21. Sárospataki Könyvtár
1. Kompozíció, rézkarc, 19x24 cm, 1967. leltári száma: SK 84-223

22. Magyar Tudományos Akadémia Bölcsészettudományi kutatóközpont, Művészettörténeti Intézet, fényképtár
Valamennyi alkotás 6x6 cm-es fotónegatív
1. Fegyveres paraszt, ceruza, 1956, leltári szám (továbbiakban: lsz.) No 1948
2. 1919-es pályázat, szén, 50-es évek, lsz.: No 2050
3. Kegyetlen háború, rézkarc, 16x12,3 cm, 1958, lsz.: No 2385
4. Férfi fej, év nélkül (továbbiakban: é. n.), lsz.: No 2401
5. Pályamunkások, é. n., l. sz.: No 3221
6. Fekvő akt, szén, 1959., l. sz.: No 3295
7. Halászok, szén, é. n., l. sz.: No 3296
8. Tanyaudvar, szén, 1950-es évek, l. sz.: No 3297
9. Üldözöttek, rézkarc, 1960. l. sz.: No 3384
10. Lovat őrző fiú, rézkarc, 1960. l. sz.: No 3385
11. Evő, ceruza, é. n., l. sz.: No 3796
12. Búcsú az anyától, ceruza, tus, é. n., l. sz.: No 3797
13. Nyárfás tanya, szén, tus, é. n., l. sz.: No 4079
14. Nagymarosi Dunakanyar, szén, é. n., l. sz.: No 4863
15. Szomorúság, rézkarc, é. n., l. sz.: No 5083
16. Szerelmespár, rézkarc, é. n., l. sz.: No 5155
17. A hősök útján, rézkarc, 1969-70, l. sz.: No 7273
18. Vázlatok, tus, 1973. l. sz.: No 13677